# Chédigny
Vous lisez un « bon article » labellisé en 2014.
Chédigny (prononcé [ ʃediɲi]) est une commune française du département d'Indre-et-Loire en région Centre-Val de Loire. La présence humaine sur son territoire est attestée depuis la Préhistoire. Si la commune actuelle est née à la Révolution de la fusion de deux anciennes paroisses, le nom de Chedignacum apparaît au milieu du XIIe siècle alors que l’existence d’une châtellenie est attestée par des sources écrites au début du XIIIe siècle.
Cette petite commune de la vallée de l'Indrois, de tradition agricole, qui avait connu un exode rural massif depuis la fin du XIXe siècle, a amorcé en 1978 sa mutation en créant une zone artisanale au moment même où sa population recommençait à croître ; cette zone d'activités accueille, en 2011, huit entreprises qui emploient près de cent personnes.
Chédigny a régulièrement organisé depuis le milieu des années 1970 des manifestations culturelles (spectacles montés et joués par ses habitants, festival de blues), mais elle s'est surtout fait connaître ces dernières années grâce au fleurissement de son bourg : elle a obtenu en 2013 le label national « Jardin remarquable » attribué, pour la première fois, à une commune dans son ensemble. Enfin, elle possède un patrimoine naturel diversifié, son territoire étant intégré, à des degrés divers, à cinq zones naturelles d'intérêt écologique, faunistique et floristique (ZNIEFF) et à un site du réseau Natura 2000.

## Géographie

### Localisation et communes limitrophes
La commune de Chédigny se trouve dans le quart sud-est du département d'Indre-et-Loire, dans la région historique de Touraine. À vol d'oiseau, Chédigny se situe à 31,5 km au sud-est de Tours, préfecture du département d'Indre-et-Loire, à 9,6 km au nord de Loches, chef-lieu du canton auquel la commune est rattachée et à 13 km au sud de Bléré, seconde ville importante la plus proche de Chédigny après Loches.

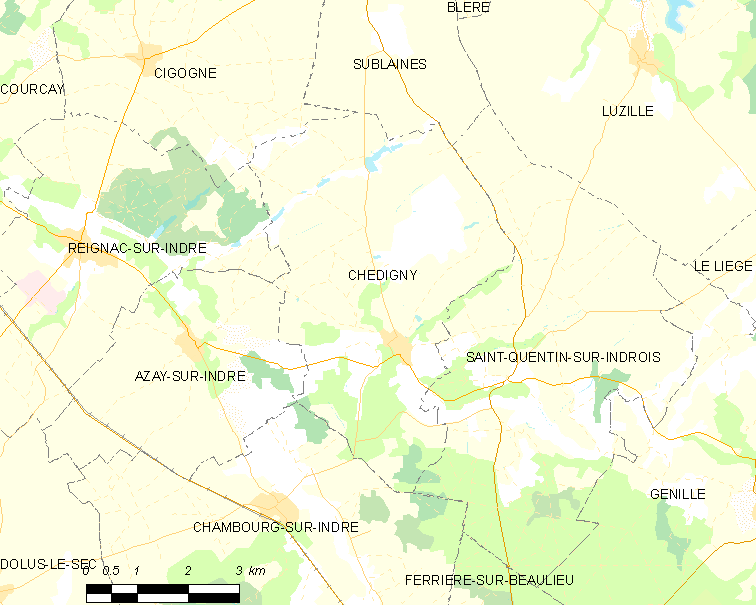
Limites administratives de Chédigny.

Chédigny est limitrophe de six autres communes :
| Cigogné           | Sublaines           |                           |
| Reignac-sur-Indre | Chédigny            | Saint-Quentin-sur-Indrois |
| Azay-sur-Indre    | Chambourg-sur-Indre |                           |

### Géologie et relief

Carte géologique simplifiée de Chédigny.
Bourg et limites communales
Craie sénonienne (c4)
Argiles à silex éocènes (eP)
Calcaire lacustre ludien (c7)
Sables éoliens (N)
Alluvions fluviatiles (Fx-Fz)

AU point de vue géologique, le territoire communal de Chédigny est sensiblement partagé en deux par la vallée de l'Indrois.
Au nord, le plateau de plateau de craie déposée au Sénonien (e7) et datée de 89 à 65 millions d'années (Ma) BP (before present) est recouvert d'argiles à silex (eP) déposées à l'Éocène (55 à 37 Ma BP) puis du calcaire lacustre (e7) du Ludien (37 à 33,7 Ma BP) caractéristique de la petite région agricole fertile de la Champeigne tourangelle,, générant des sols agricoles fertiles. Sur le rebord du plateau toutefois, l'érosion laisse apparaître la couche d'argile à silex sous-jacente ; les sols lourds et battants qui en résultent sont dénommés « bournais ».
Dans la partie sud-ouest du territoire communal, sur la rive gauche de l'Indrois, les calcaires lacustres de couverture sont remplacés par des sables éoliens (moins de 2,6 Ma) dont la granulométrie, très fine, les fait tendre vers le limon.
Les vallées de l'Indrois et de ses affluents, qui ont profondément entaillé le plateau, sont recouvertes d'alluvions fluviatiles récentes donnant des sols à tendance hydromorphe avec, bien souvent, une nappe phréatique peu profonde. Les pentes de raccordement entre les plateaux et les vallées, là où le calcaire sénonien est mis à nu, sont recouvertes de dépôts limoneux ou caillouteux érodés et dégradés ; ce type de sol est appelé « perruche » dans la vallée de la Loire.
La superficie de la commune est de 2 317 hectares (au 1er janvier 2014, la superficie moyenne d'une commune de France métropolitaine est de 1 510,2 hectares,) ; son altitude varie entre 62 et 110 mètres. Le point le plus bas se situe au bord de l'Indrois, en limite communale d'Azay-sur-Indre et le plus haut sur le plateau, au nord-est du territoire ; l'ensemble du plateau, de part et d'autre de la vallée de l'Indrois, se développe à une altitude supérieure à 85 m ; le chef-lieu communal, pour sa part, est installé à une altitude moyenne de 75 m.

### Hydrographie

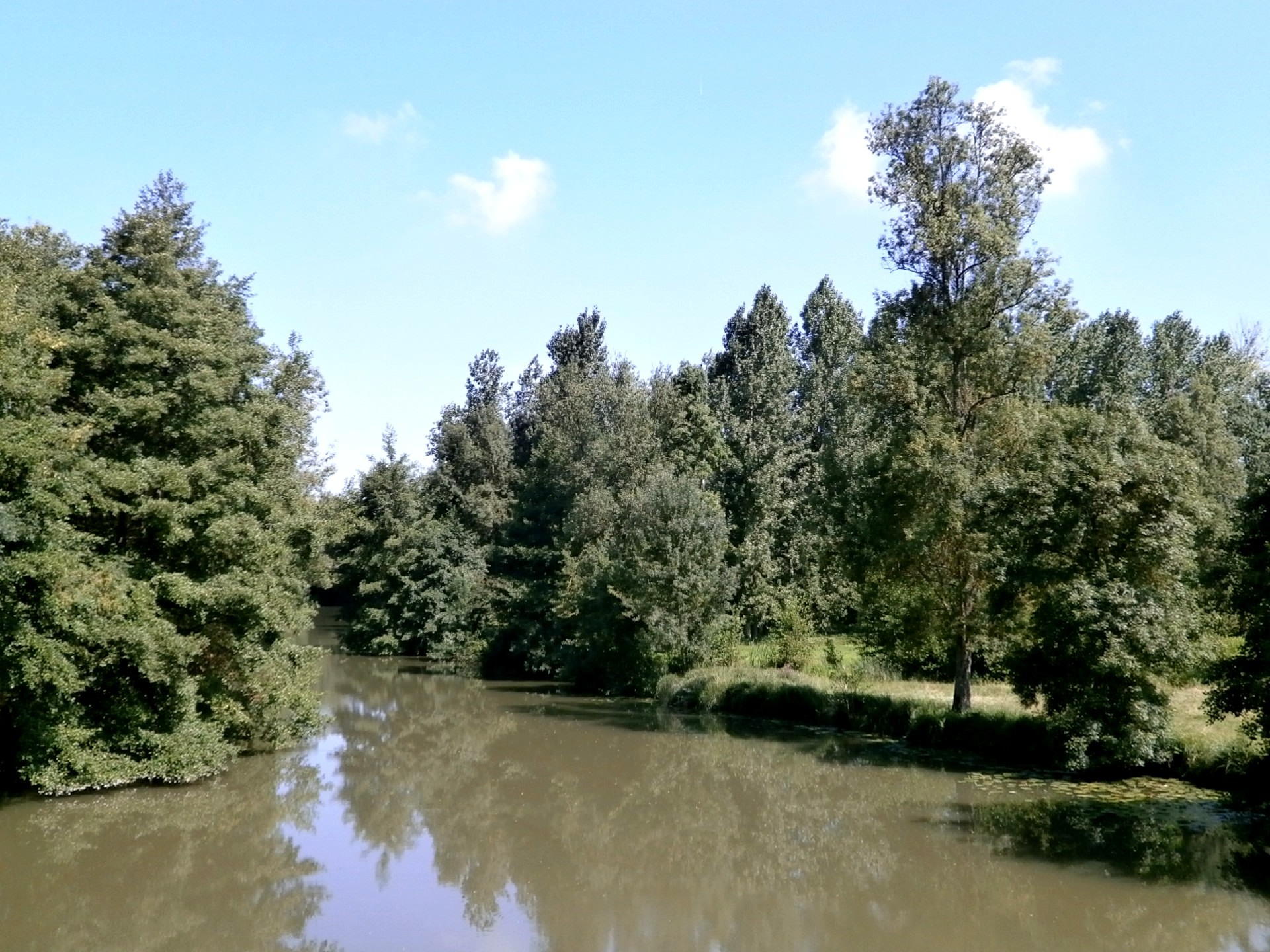
L'Indrois à Chédigny.

Chédigny est située dans le bassin hydrographique de la Loire. Son territoire communal est parcouru dans sa moitié sud par la rivière Indrois. À l'approche de son confluent avec l'Indre, 2,3 km au-delà des limites communales de Chédigny, l'Indrois présente une pente faible (0,5 m/km), propice à la formation de nombreux méandres, bras morts et zones marécageuses. La rivière peut provoquer des inondations dévastatrices ; chroniques communales et registres paroissiaux, comme ceux de Chédigny, en conservent le témoignage : « Le 25 novembre 1770, jour de Sainte Catherine, inondation si considérable qu'elle surpassa de trois pieds les ponts de Saint-Quentin qu'elle emporta et démolit les principales arches... ».
L'Indrois reçoit, sur sa rive droite, cinq petits ruisseaux aux cours plus rapides, surtout dans leurs parties terminales ; leur pente, de l'ordre de 3 m/km, peut les soumettre, en cas de fortes pluies, à un régime torrentiel. D'une longueur de 5 à 12 km, ils prennent naissance au nord-est, sur le territoire communal de Chédigny ou légèrement en-dehors et coulent tous vers le sud-ouest pour se jeter dans l'Indrois. Ils ont profondément entaillé le plateau qui supporte leurs lits à moins qu'ils n'aient emprunté des réseaux de fractures préexistantes,.
Quatre zones humides ont été répertoriées sur la commune par la direction départementale des territoires (DDT) et le Conseil départemental d'Indre-et-Loire : « la vallée de l'Indrois de la prairie de la Mourière à la confluence », « l'étang de la Hubaudière », « la vallée du Ruisseau de la Rochette », « la vallée du Ruisseau de Cléret »,.

### Paysages naturels

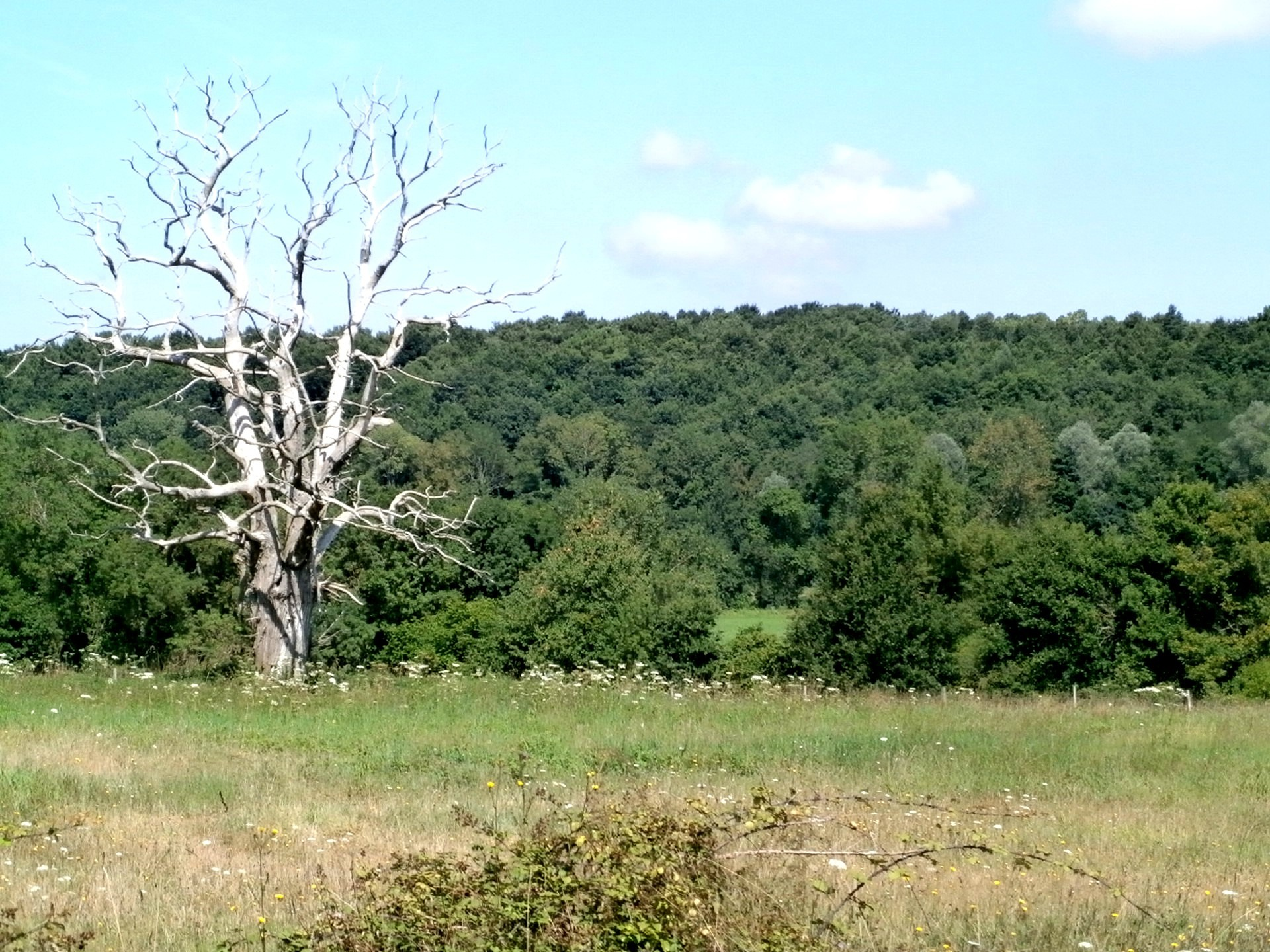
La « pente du Merlaudier ».

La carte communale des paysages naturels et la carte géologique de Chédigny sont intimement liées. Le plateau situé au nord et à l'est du bourg (74 % du territoire communal) offre un paysage de « champ ouvert », même si des toponymes comme le Bois-Nivert, la Fosse des Tailles ou encore les Saules indiquent que le boisement de Chédigny fut important; au XIIe siècle, la forêt de Chênevose couvrait une bonne partie du territoire sud-est de l'Indre-et-Loire, dont toute la moitié sud du territoire communal de Chédigny, mais cette forêt a fait l'objet de défrichements successifs au cours des siècles ; la forêt domaniale de Loches en est un vestige.
Au nord du territoire, on trouve des pelouses calcaires et des landes abritant une flore et une flore remarquables, justifiant la mise en place de mesures de protection particulières. La partie sud de la commune, soit 13 % du territoire, sur la rive gauche de l'Indrois, est parsemée de bois qui se densifient au fur et à mesure que l'on s'approche de la forêt de Loches. Les pentes de la vallée de l’Indrois restent également largement boisées ; les fonds des vallées de l'Indrois, et de ses affluents dans leur partie terminale, sont dévolus aux prairies, naturelles ou articielles, aux peupleraies et à quelques roselières ; ces deux derniers types de paysages représentent ensemble 13 % de la superficie de la commune.

### Climat
Pour des articles plus généraux, voir Climat du Centre-Val de Loire et Climat d'Indre-et-Loire.
En 2010, le climat de la commune est de type climat océanique dégradé des plaines du Centre et du Nord, selon une étude du CNRS s'appuyant sur une série de données couvrant la période 1971-2000. En 2020, Météo-France publie une typologie des climats de la France métropolitaine dans laquelle la commune est exposée à un climat océanique altéré et est dans la région climatique Moyenne vallée de la Loire, caractérisée par une bonne insolation (1 850 h/an) et un été peu pluvieux.
Pour la période 1971-2000, la température annuelle moyenne est de 11,3 °C, avec une amplitude thermique annuelle de 15,1 °C. Le cumul annuel moyen de précipitations est de 705 mm, avec 10,9 jours de précipitations en janvier et 7,1 jours en juillet. Pour la période 1991-2020, la température moyenne annuelle observée sur la station météorologique de Météo-France la plus proche, sur la commune de Sublaines à 6 km à vol d'oiseau, est de 12,1 °C et le cumul annuel moyen de précipitations est de 647,3 mm,. Pour l'avenir, les paramètres climatiques de la commune estimés pour 2050 selon différents scénarios d'émission de gaz à effet de serre sont consultables sur un site dédié publié par Météo-France en novembre 2022.

### Voies de communication et transports

#### Liaisons aériennes
À une heure de trajet routier depuis Chédigny, l'aéroport de Tours Val de Loire (code IATA : TUF • code OACI : LFOT) propose en 2014 des dessertes régulières à destination d'Ajaccio, Figari, Toulouse, Dublin, Londres, Marrakech et Porto ; d'autres dessertes, saisonnières ou occasionnelles, sont disponibles.

#### Infrastructure routière
Le centre-bourg de Chédigny se trouve à l'écart de toute voie de communication reliant directement des centres urbains importants.
Côté sud-ouest et via Chambourg-sur-Indre, distant de 4,5 km, il est possible, depuis Chédigny, de rejoindre Tours ou Loches par la D 943 ; côté est et via Saint-Quentin-sur-Indrois, à une distance de 2,5 km, la commune est reliée à Bléré et Loches par la D 31. L'embranchement autoroutier le plus proche est celui de l'A85, sortie 11 Bléré, distant de 9,5 km vers le nord, qui permet de gagner Tours et l'autoroute A10 ou Vierzon et l'autoroute A71.

#### Transport en commun
Aucun transport en commun ne dessert directement Chédigny ; la commune n'a jamais été reliée à un réseau ferroviaire. En 2014, les habitants de Chédigny peuvent se rendre à Loches ou Tours en empruntant la ligne TER Centre-Val de Loire Tours-Loches, soit en train accessible à partir de la halte de Chambourg-sur-Indre, soit en car à partir de Chambourg-sur-Indre ou Azay-sur-Indre, selon les horaires.

## Urbanisme

### Typologie
Au 1er janvier 2024, Chédigny est catégorisée commune rurale à habitat dispersé, selon la nouvelle grille communale de densité à sept niveaux définie par l'Insee en 2022.
Elle est située hors unité urbaine. Par ailleurs la commune fait partie de l'aire d'attraction de Tours, dont elle est une commune de la couronne,. Cette aire, qui regroupe 162 communes, est catégorisée dans les aires de 200 000 à moins de 700 000 habitants,.

### Occupation des sols
L'occupation des sols de la commune, telle qu'elle ressort de la base de données européenne d’occupation biophysique des sols Corine Land Cover (CLC), est marquée par l'importance des territoires agricoles (83,2 % en 2018), une proportion sensiblement équivalente à celle de 1990 (83,1 %). La répartition détaillée en 2018 est la suivante : 
terres arables (59,3 %), prairies (21,6 %), forêts (15,6 %), zones agricoles hétérogènes (2,3 %), zones urbanisées (1,1 %). L'évolution de l’occupation des sols de la commune et de ses infrastructures peut être observée sur les différentes représentations cartographiques du territoire : la carte de Cassini (XVIIIe siècle), la carte d'état-major (1820-1866) et les cartes ou photos aériennes de l'IGN pour la période actuelle (1950 à aujourd'hui).

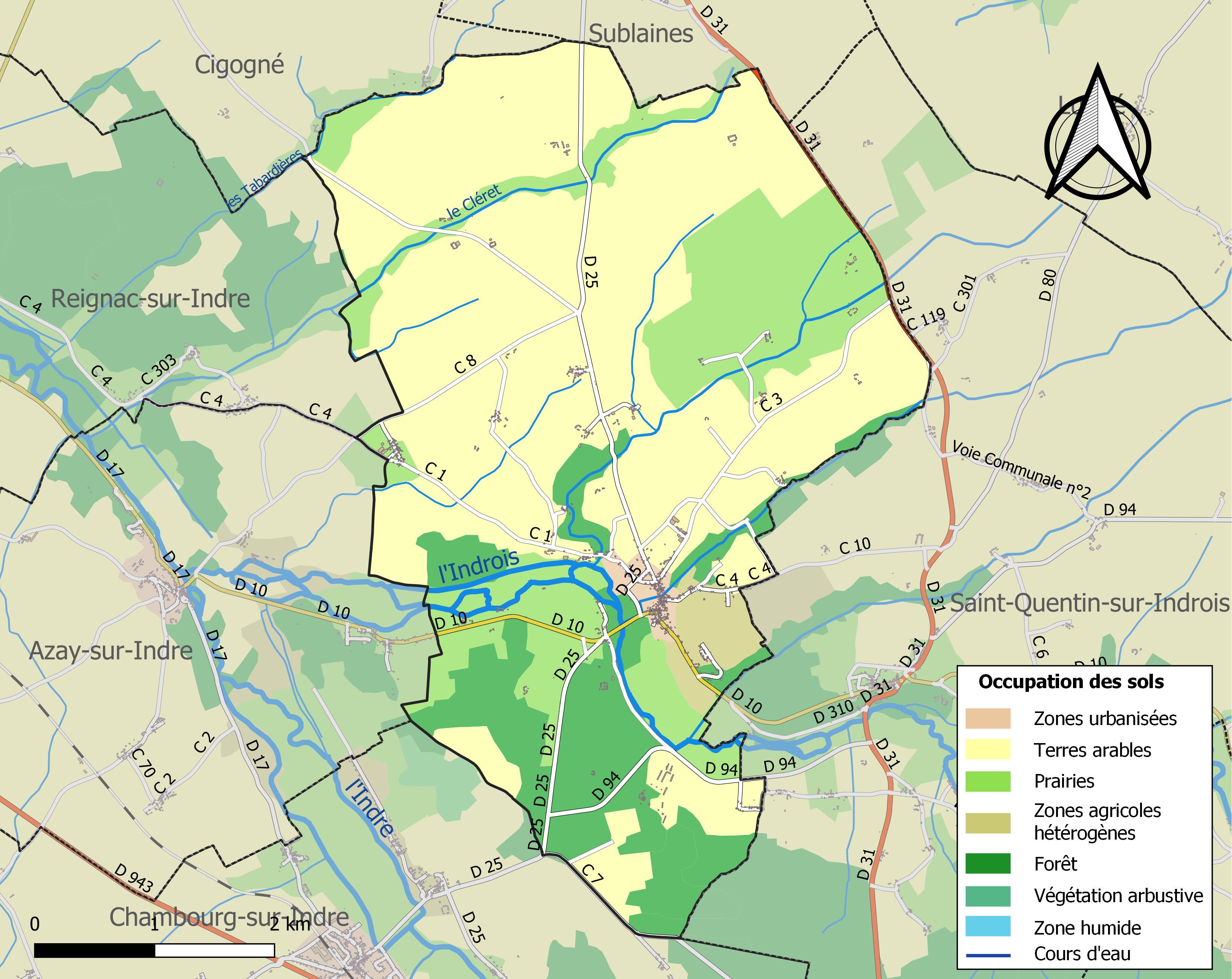
Carte des infrastructures et de l'occupation des sols de la commune en 2018 (CLC).

### Morphologie urbaine

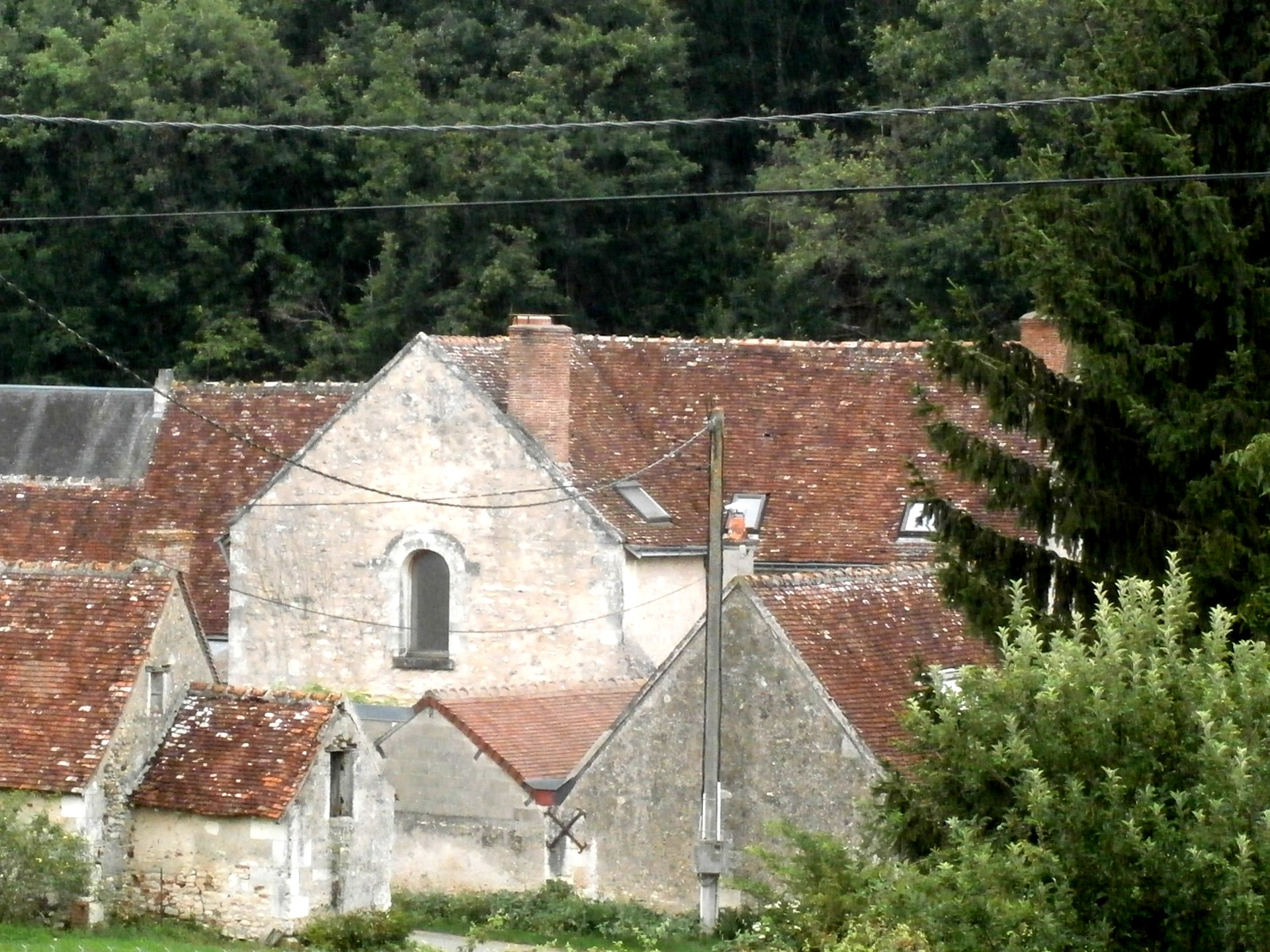
Ancien prieuré Saint-Jean de Jarry.

L'habitat traditionnel de la commune est organisé selon deux systèmes :
- un bourg, bâti le long de la route principale, un peu au-dessus du fond de la vallée de l'Indrois, mais également autour de l'ancien château aujourd'hui disparu (l'église actuelle occupe sensiblement le même emplacement) ; ce bourg n'occupe pas le centre géographique de son finage, mais se trouve nettement décalé vers le sud ;
- trente-quatre hameaux ou fermes (anciens fiefs ou prieurés pour certains d'entre eux) qui maillent le territoire communal et où, traditionnellement, résidaient les agriculteurs exploitant les terres alentour. On peut citer le Breuil et les Minées, anciens fiefs, Jarry et Orfeuil, anciens prieurés, Saint-Michel, ancienne paroisse ou encore Norçay, hameau le plus peuplé au début du XXIe siècle.

Cette disposition est conservée, même si le bourg a tendance à prendre plus d'importance, les logements neufs étant majoritairement construits à sa périphérie, par rapport aux hameaux dont certains ne comportent plus qu'un seul « feu » : le premier lotissement construit à Chédigny à partir de 1977 fut celui des « Pentes », à vocation locative, accroché à la pente du coteau surplombant la rive droite de L'Indrois, au sud-est du bourg. Certains hameaux, autrefois distincts du centre-bourg comme la Prioterie, y sont aujourd’hui intégrés en raison de la construction de nouvelles habitations dans l’intervalle jadis non bâti. De fait, l'habitat dispersé traditionnel d'un territoire agricole est, à Chédigny, en train d'évoluer vers un habitat de plus en plus groupé.

### Logement

#### Résidences principales
Le tableau ci-dessous présente une comparaison du logement à Chédigny et dans l'ensemble de l'Indre-et-Loire en 2011, au travers de quelques indicateurs, :
|                                                        | Chédigny | Indre-et-Loire |
| ------------------------------------------------------ | -------- | -------------- |
| Part des résidences principales (en %)                 | 80,4     | 88,4           |
| Part des logements vacants (en %)                      | 6,9      | 7,1            |
| Part des ménages propriétaires de leur logement (en %) | 74,9     | 58,6           |

L'habitat à Chédigny se caractérise surtout par une forte proportion de ménages propriétaires de leur habitation, supérieure de plus de 16 points à la moyenne départementale ; le logement locatif ne représente que 25,1 % des résidences principales. En 2011, 51 % des ménages résidaient dans la commune depuis plus de 10 ans. Entre 1991 et 2008, 39 résidences principales ont été construites (presque exclusivement des maisons individuelles), soit une augmentation de 20,3 % du parc,.

#### Résidences secondaires ou occasionnelles
Elles représentent 12,8 % des habitations de Chédigny, valeur très nettement supérieure à la moyenne de l'Indre-et-Loire qui s'établit à 4,4 %,.

### Risques naturels majeurs

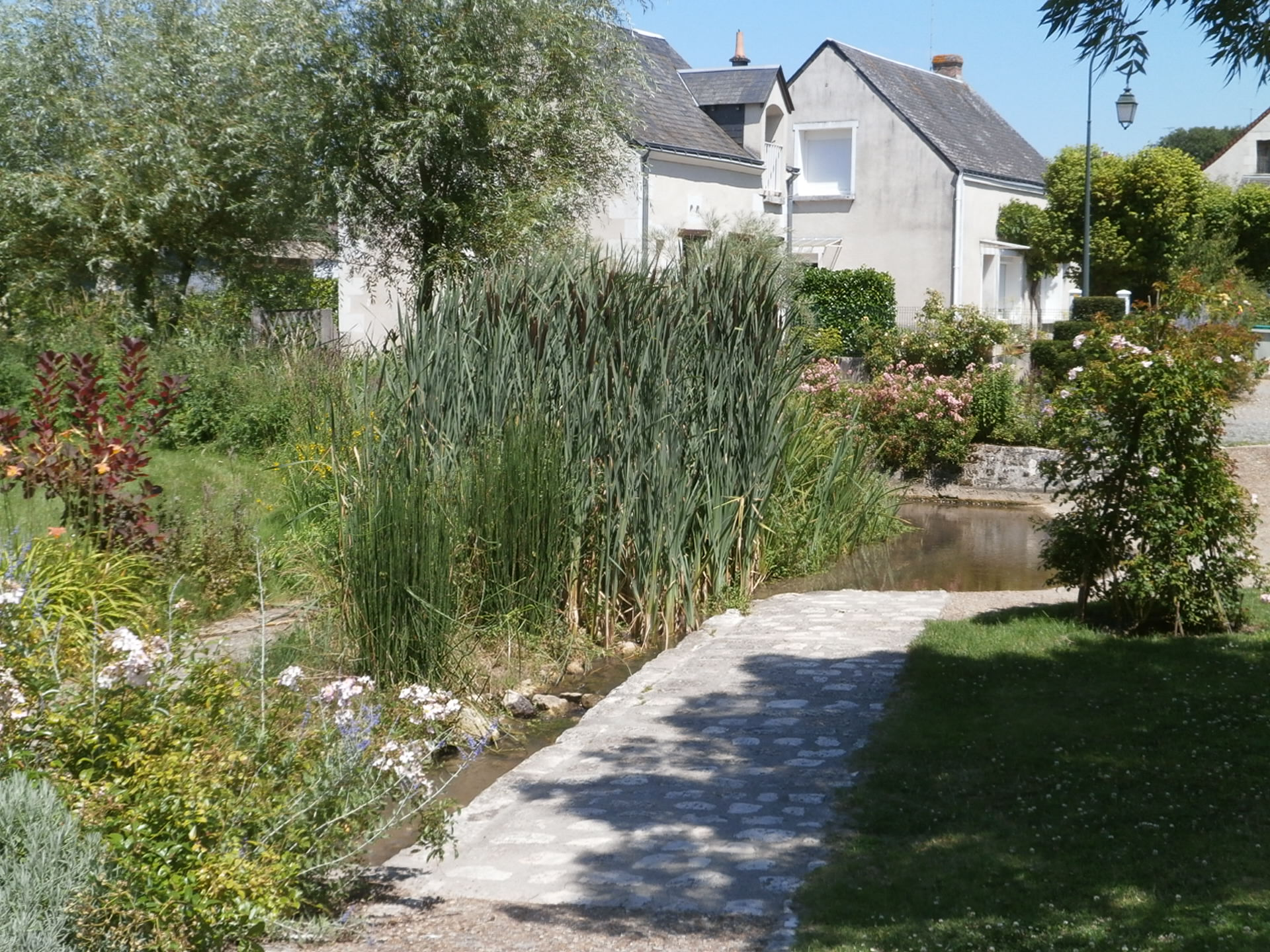
Ancien abreuvoir.

La configuration du bourg de la commune, un bourg bâti au flanc d'un coteau arrosé par un ruisseau au débit parfois imprévisible, mais aussi la géologie de la zone, soumettent Chédigny à des risques naturels.
Le 21 juin 1889, en pleine nuit, deux ruisseaux de la commune sortirent de leur lit à la suite de trombes d'eau : « Il y avait jusqu’à 1,50 mètre d’eau dans certaines maisons, mentionne Armand Girard, dans sa monographie de Chédigny. Un brave homme, sa femme et son chien furent soulevés avec leur lit jusqu’au plafond. Un vieillard monté sur un buffet avait de l’eau jusqu’aux genoux … Une jeune fille s’était réfugiée sur une armoire … ».
Plus récemment, entre 1982 et 2007, la commune de Chédigny a fait l’objet de six arrêtés de reconnaissance de catastrophe naturelle pour les motifs suivants (les années mentionnées sont celles des évènements ayant abouti à la reconnaissance de la catastrophe naturelle) : deux arrêtés pour inondations et coulées de boue (1982 et 1985) ; trois arrêtés pour mouvements de terrain consécutifs à la sécheresse (1989, 1990-91 et 1992-93) : trois arrêtés ; un arrêté pour inondations, coulées de boue et mouvements de terrain (1999).
Le risque d'inondations et de coulées de boue est principalement lié à la présence des ruisseaux, dont celui d'Orfeuil qui traverse le bourg et alimente un ancien abreuvoir avant de se jeter dans l'Indrois, au terme d'un cours dont la partie qui précède la traversée du centre-bourg accuse une forte pente, de l'ordre de 10 m/km.
Le risque de mouvements de terrain consécutifs à la sécheresse est dû à des phases successives de retrait-gonflement des argiles pouvant fragiliser les fondations des bâtiments.
Tout le plateau de Chédigny, de part et d'autre de l'Indrois, est soumis à un aléa moyen ou fort face à ce risque, selon l'échelle définie par le Bureau de recherches géologiques et minières (BRGM).
Vis-à-vis du risque sismique, Chédigny est située en zone de sismicité faible, soit de niveau 2 sur une échelle de 1 à 5, alors que le risque sismique en Indre-et-Loire varie de 1 (très faible au nord-est du département) à 3 (modéré au sud-ouest).

## Toponymie et hydronymie

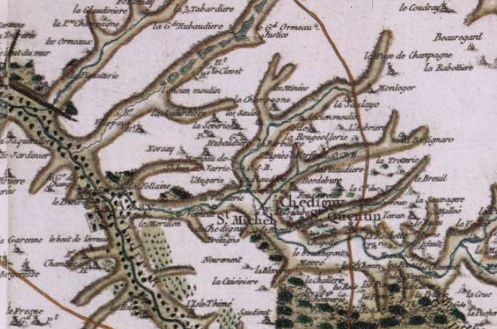
Chédigny sur la carte de Cassini.

La première mention de Chédigny apparaît dans une charte de Marmoutier datée de 1136, sous la forme Chedigniacum, on trouve ensuite Chepdiniacum (XIIe siècle), Cedigny (XIIIe siècle) ou Chédigné dans un arrêté du 5 vendémiaire an X (27 septembre 1801).
L'étymologie du toponyme n'est pas formellement établie, mais deux hypothèses se dégagent :
- un dérivé en -acum, suffixe d'origine gauloise localisant ou indiquant la propriété, sur la base de l'anthroponyme (gallo-)roman Catinius[45],[46],[47].
- un autre toponyme en -acum, mais sur la base du nom d'arbre bas latin catanus « genévrier »[47].

Dans l'hypothèse Catinius le [t] intervocalique aurait dû s'amuïr complètement comme dans Chagny (Saône-et-Loire, de Caaniaco vers 1150), Chagny (Ardennes, in Cadiniaco IXe siècle) et le nom commun chaîne issu du latin catena. Albert Dauzat et Charles Rostaing émettent l'hypothèse du nom d'arbre catanus « genévrier », suivi du suffixe collectif -eum + -acum, uniquement pour ces deux derniers toponymes.
Le souvenir des loups dont le dernier spécimen recensé à Chédigny est un mâle de 6 ans tué en 1831 se perpétue dans le toponyme « Chanteloup » (endroit où l'on entend chanter les loups).
L'Indrois est mentionné pour la première fois au IXe siècle sous le nom Angeriscus. Il faut y voir un diminutif de Angerem, nom sous lequel Grégoire de Tours désignait l'Indre au VIe siècle.

## Histoire

### Préhistoire et protohistoire

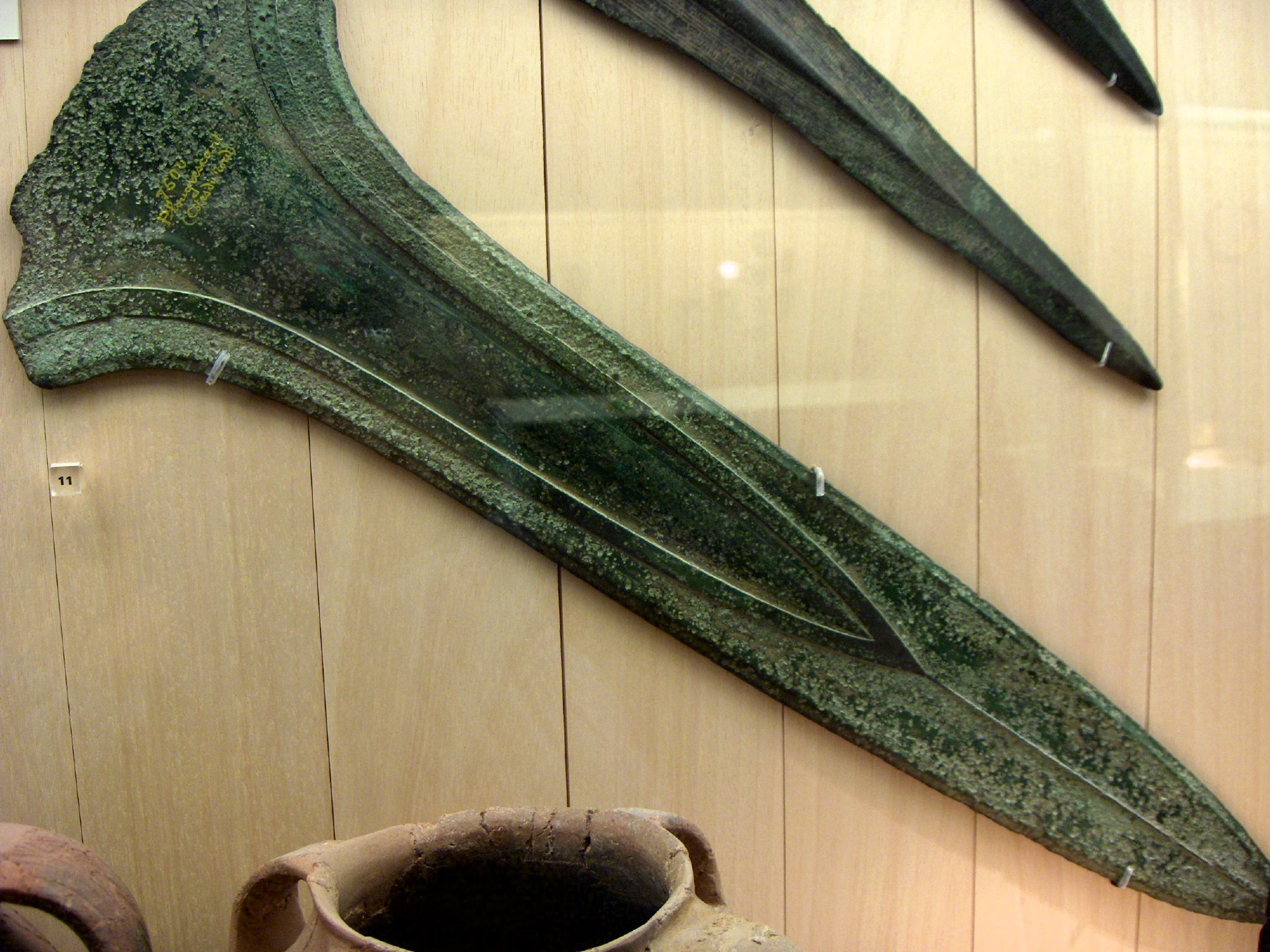
Pointes d'épée de l'âge du bronze, origine inconnue, musée d'archéologie nationale, Saint-Germain-en-Laye.

Des silex du Néolithique ont été découverts sur plusieurs stations, notamment à proximité de la Pierre Bachelière, un menhir situé en limite nord de la commune. Une cachette de fondeur datée du Bronze final, surnommée « le trésor de Code », du nom du hameau proche du site, découverte en 1915, renfermait plusieurs dizaines de kilos d’objets divers. Cette découverte fortuite, à la faveur d'un simple labour, peut être rapprochée des noms des lieudits situés à proximité, les Minées et les Fourneaux, traduisant l’ancienneté de l’extraction et du traitement des métaux dans ce secteur,. Quelques objets découverts à cette occasion sont conservés au musée de la Préhistoire du Grand-Pressigny, d'autres au musée de la Société d'histoire de Chinon, Vienne & Loire mais la plus grande partie de la collection a été dispersée.

### Antiquité
De cette époque datent les vestiges découverts sur un site : des tuiles, de grandes quantités de céramiques et une grande meule gallo-romaine ; cette dernière découverte est peut-être l'indice d'une longue tradition d'agriculture céréalière dans cette zone. La présence d'une voie antique est supposée, recouverte par l'actuelle D 10 au niveau du franchissement de l'Indrois. Une maçonnerie gallo-romaine aurait été réutilisée lors de la construction du pont.

### Moyen Âge
Entre les écrits de Grégoire de Tours au VIe siècle et les nombreuses chartes des grandes abbayes au XIe siècle, l’histoire de la Touraine manque cruellement de sources écrites ; Chédigny ne fait pas exception et son histoire pendant le haut Moyen Âge n’est pas renseignée ; par exemple, on ignore si ce territoire a été concerné par les affrontements qui ont opposé les comtes d’Anjou et de Blois à la charnière du Xe siècle et du XIe siècle pour la possession de la Touraine. Le fil de l'histoire locale reprend en 1204 ; Chédigny est alors, sous le nom de Saint-Michel, une châtellenie dépendant du château de Loches, dont le premier seigneur connu est Bochard (ou Bodard) de Saint-Michel. Peu de temps après, et avant 1223 en tout cas, le roi Philippe Auguste fait don à Dreux V de Mello de la ville et du château de Loches et de leurs dépendances, dont Chédigny.
La châtellenie passe entre les mains successives d'au moins six grandes familles, dont la famille Cardonne par l'intermédiaire de Jean-François de Cardonne, général des finances de 1492 à 1516 sous Charles VIII, Louis XII et François Ier, « seigneur du Grand et du Petit Chédigny en Touraine », également propriétaire d'Azay-sur-Indre, appelée à cette époque et pour cette raison Azay-le-Cardonne.

### Des temps modernes à l'Empire

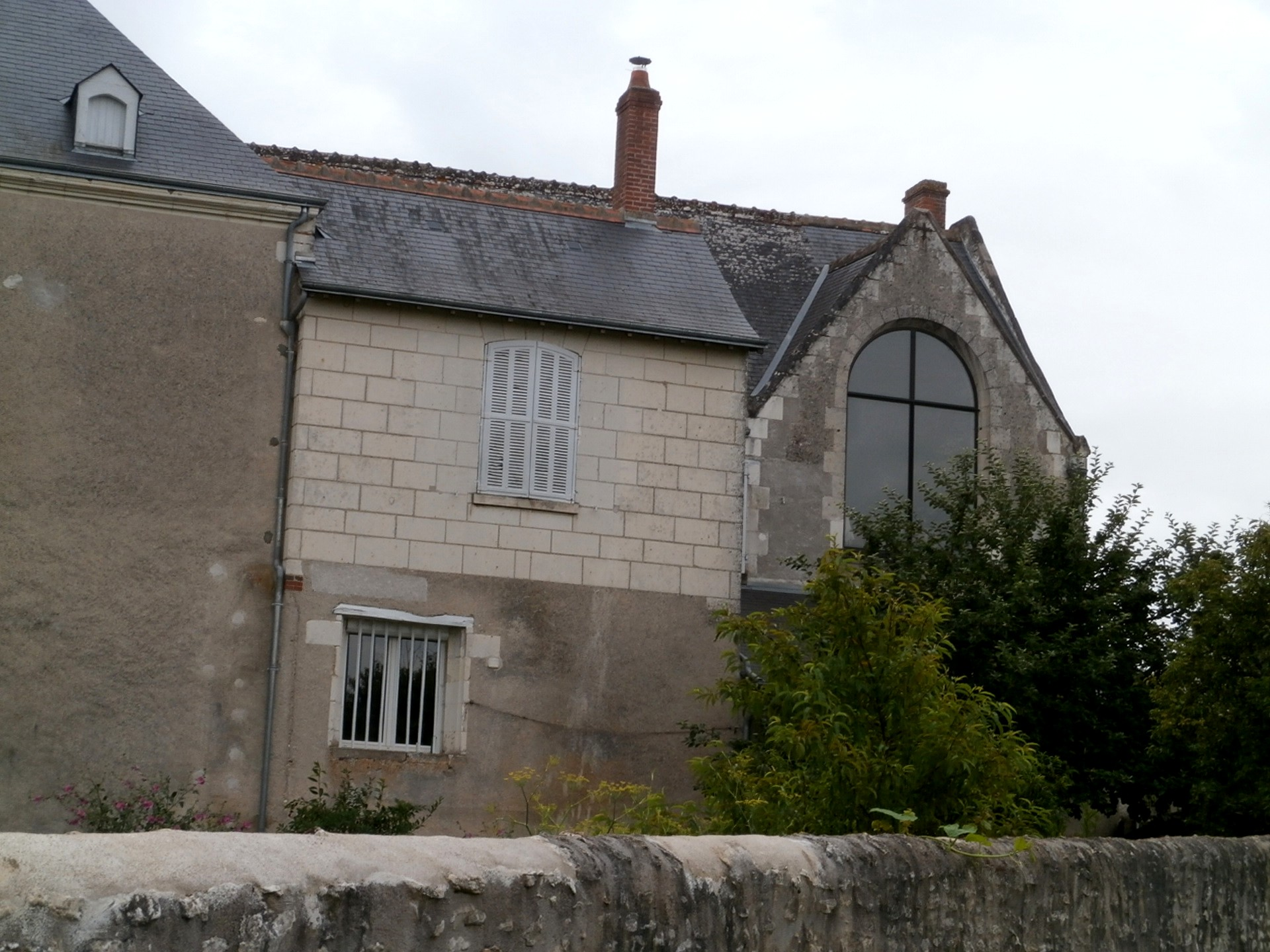
Ancienne église Saint-Michel.

Il semble qu'au début du XVIIe siècle une séparation de la châtellenie en deux paroisses ait lieu : les registres paroissiaux de Saint-Pierre de Chédigny sont connus dès 1553 ; ils n'apparaîtront qu'en 1610 pour Saint-Michel de Chédigny. Les deux paroisses coexistent jusqu'en 1790, séparées par l'Indrois, franchissable grâce à un bac jusqu'en 1808 avant la construction d’un pont en bois. Certains hameaux situés à la limite entre Saint-Michel et Chambourg-sur-Indre sont alors dits « tournants et virants », c'est-à-dire qu'ils dépendent de l'une ou l'autre paroisse en alternance annuelle avec, à la clé, un système complexe de compensation financière entre les paroisses concernées.
La paroisse Saint-Michel est définitivement supprimée en 1792 ; une partie en est rattachée à Chambourg-sur-Indre, l'autre à Chédigny avec Saint-Pierre pour seule paroisse. À compter de la suppression de sa paroisse, le hameau de Saint-Michel voit sa population baisser pour ne plus compter que quelques maisons. L'église Saint-Michel est vendue comme bien national en 1798 ; elle existe toujours en partie, transformée en habitation.
La première école connue à Chédigny est une école gratuite pour les filles, fondée en 1698 par Dreux le Hayer, seigneur de Chédigny.
Entre octobre 1782 et juin 1783, une grave épidémie, de pneumonie semble-t-il, touche le sud-ouest de la Touraine. Les deux paroisses de Chédigny ne sont pourtant pas les plus sévèrement atteintes puisque « seulement » 20 habitants meurent, soit une incidence quatre fois moindre que pour Manthelan, par exemple ; le nombre de malades n'est pas connu. À cette époque, bien évidemment, aucun moyen thérapeutique ne permet de lutter efficacement contre cette maladie, dont l'ampleur paraît être aggravée par l'affaiblissement de la population (les récoltes 1782 avaient été mauvaises).
Le château féodal fortifié, connu dès 1204, ruiné dès la fin du XVIIe siècle, disparaît entièrement un siècle plus tard. Il se situait au nord-est de l'église actuelle. En 1789, la châtellenie de Chédigny appartient par héritage au marquis de La Fayette, également propriétaire de six autres châteaux et plus de 2 300 hectares de terres dans les communes voisines. À la Révolution, les biens du marquis de La Fayette, considéré comme émigré, sont saisis comme bien nationaux et vendus. La saisie concerne le château, mais également une dizaine de fermes représentant au total près de 400 hectares de terres, ainsi que le moulin de la Rochette et la maison du passeur qui faisait traverser l'Indrois sur son bac. La période révolutionnaire de la Grande Peur s'accompagne à Chédigny (comme dans d'autres communes) de scènes de pillages et de destruction dans les champs prêts à être récoltés. Les habitants de Chédigny ne sont pas particulièrement royalistes : à l'annonce de l'arrestation du roi Louis XVI en fuite, ils allument un feu de joie.

### Époque contemporaine

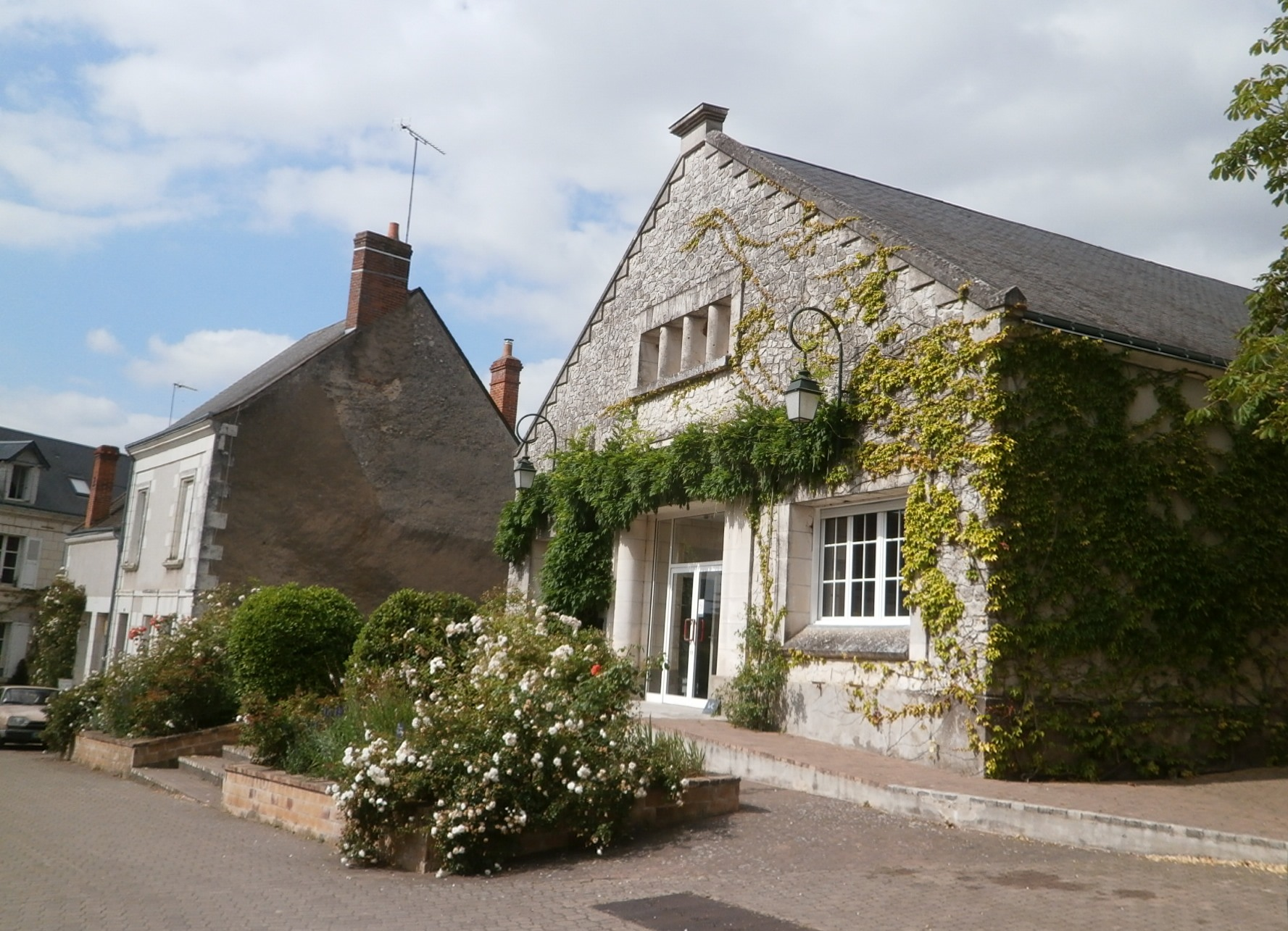
Salle Meusnier-Tulasne.

En 1871, les troupes prussiennes occupent le village pendant quelques jours au début du mois de mars.
Quarante-neuf Chédignois meurent au combat pendant la première Guerre mondiale, soit environ un habitant sur quatorze. En 1914, répondant à une sollicitation du préfet d'Indre-et-Loire, le maire de Chédigny, Lucien Bienvault, déclare disposer sur sa commune de dix lits susceptibles d'accueillir des blessés de guerre.

Les premières troupes allemandes arrivent à Chédigny dans la soirée du 21 juin 1940. La veille, des avions de la Luftwaffe avaient mitraillé un convoi de troupes françaises et de tirailleurs sénégalais traversant la commune, faisant une victime dans les rangs de ces derniers. Entre le 22 juin 1940 et le 28 février 1943, la ligne de démarcation traverse les communes de Reignac-sur-Indre et Cigogné, limitrophes de Chédigny, à l'ouest de leurs bourgs respectifs : Chédigny est donc en zone libre et se trouve rattachée, jusqu'à la suppression de la ligne de démarcation, à la préfecture de l'Indre. La situation géographique de Chédigny (et du Lochois en général), territoire en zone libre proche de l'Angleterre « à vol d'avion » et situé non loin de la ligne de démarcation, va favoriser les actions de résistance à l'ennemi : 

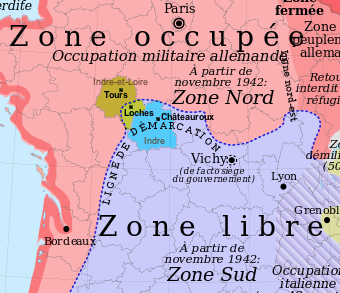
Tracé de la ligne de démarcation.

 le 6 mai 1941, en pleine nuit, un opérateur radio est parachuté, avec tout son équipement dans les bois du château du Breuil où il s'installe ; le 27 août 1942, le Résistant Henri Sevenet, de retour d’Angleterre, est à son tour parachuté au-dessus du Breuil, propriété familiale, avant de participer à de nombreuses actions en France ; la même année, Bernard et Jeanne Louault recueillent et cachent dans leur ferme de Norçay deux jeunes juifs. Ils se verront décerner en 2002 le titre de « Justes parmi les nations ». Le 7 juillet 1946 a lieu l'inauguration d'un foyer communal, tout récemment construit, par l'instituteur Gérard Meusnier et l'abbé Jean Tulasne, deux personnages emblématiques dans les petites communes rurales d'alors ; ils sont alors respectivement président et vice-président de l’Amicale de la maison du prisonnier et foyer communal de Chédigny, association à l'origine de ce projet. La salle sera baptisée de leurs deux noms en 2011. Les rapports des Chédignois avec leur curé ne sont pas toujours aussi apaisés : en 1913, le conseil municipal avait refusé que soit donné au curé le bois d'une croix qu'on venait d'abattre dans le haut du bourg.
De 1976 à 1997, les habitants de Chédigny proposent chaque année un spectacle thématique : les vieux métiers d'antan, la vie au village, les révoltes paysannes, la Révolution française, spectacle joué à Memphis en Tennessee en 1990. De 1997 à 2012, Chédigny organise au mois d'août un festival musical « Festival Blues in Chédigny » parrainé par le musicien américain Big Joe Turner (1944-2008), ancien bassiste des B. B. King ; ce festival a accueilli chaque année entre 6 000 et 6 500 spectateurs.

## Politique et administration

### Situation administrative
Chédigny fait partie du canton de Loches, qui regroupe, à la suite du redécoupage cantonal de 2014, 28 communes autour de Loches, le chef-lieu de canton.
Elle est rattachée à l'arrondissement de Loches et à la 3e circonscription de l'Indre-et-Loire.

### Tendances politiques et résultats
L’électorat chédignois semble assez versatile quant à ses choix politiques. Lors des deux dernières élections présidentielles (le scrutin de 2002 pouvant être considéré comme atypique), c’est le candidat de droite qui a obtenu le meilleur score. Il en est de même pour deux élections législatives sur trois. Par contre, aux élections régionales, par deux fois, c’est le candidat de gauche qui est arrivé en tête. Le maire UDI de Chédigny, candidat aux élections cantonales, a obtenu dans sa commune un excellent score. Les résultats des élections européennes sont moins faciles à analyser, avec une participation relativement faible et un scrutin à un seul tour qui favorise l’éparpillement des voix. Le mode de constitution des listes pour les petites communes lors des scrutins municipaux ne permet pas de mettre en avant des tendances politiques claires.

#### Élection présidentielle de 2017
En 2017, au deuxième tour des élections présidentielles, Emmanuel Macron (En marche !), élu, a obtenu 68,42 % des voix et Marine Le Pen (FN), 31,58 %. Le taux de participation s'est élevé à 78,83 %.

#### Élections municipales les plus récentes
Aux élections municipales de 2008, les 11 candidats ont été élus dès le premier tour ; le taux de participation était de 72,27 %.
Aux élections municipales de 2014, les 15 candidats ont été élus dès le premier tour ; le taux de participation était de 66,27 %.

### Liste des maires
| Période                                  | Période        | Identité              | Étiquette    | Qualité                                                                                                |
| ---------------------------------------- | -------------- | --------------------- | ------------ | --- |
| Les données manquantes sont à compléter. |                |                       |              | |
| 1801                                     | 1804           | Jean Pénicault        |              | |
| 1804                                     | 1813           | Jacques Odart         |              | |
| 1813                                     | 1816           | Pénicault             |              | |
| 1816                                     | 1818           | Benoiste              |              | |
| 1818                                     | 1826           | Quarré                |              | |
| 1826                                     | 1840           | Damon-Perfus          |              | |
| 1840                                     | 1848           | Pierre-Alexis Coulon  |              | |
| 1848                                     | 1878           | Sylvain Rougé-Clément |              | |
| 1878                                     | 1892           | Adelin Moreau         |              | Charron                                                                                                |
| 1892                                     | 1913           | Pierre-Marie Céré     |              | Décède en cours de mandat                                                                              |
| 1913                                     | 1925           | Lucien Bienvault      |              | |
| 1925                                     | 1928           | Henri Berthault       |              | Décède en cours de mandat                                                                              |
| 1928                                     | 1929           | Achille Moreau        |              | Adjoint faisant office de maire                                                                        |
| 1929                                     | 1937           | Achille Moreau        |              | Décède en cours de mandat                                                                              |
| 1937                                     | 1938           | Julien Ferrand        |              | Adjoint faisant office de maire                                                                        |
| 1938                                     | 1947           | Albert Clément        | SFIO         | |
| 1947                                     | 1962           | Jean Leroy            |              | |
| Les données manquantes sont à compléter. |                |                       |              | |
| mars 1977                                | septembre 2017 | Pierre Louault        | UDF puis UDI | Agriculteur, conseiller général (2001-2015) Conseiller départemental (2015-2021), Sénateur depuis 2017 |
| 24 novembre 2017                         | En cours       | Pascal Dugué          |              | Agent technique et technicien                                                                          |

### Administration municipale
Le nombre d'habitants au recensement de 2011 étant compris entre 500 et 1 499, le nombre de membres du conseil municipal est de 15 à partir de 2014 ; il ne comptait jusqu'alors que 11 membres (population inférieure à 500 habitants),.

### Instances judiciaires et administratives
Jusqu'en fin 2009, les habitants de Chédigny relevaient de la juridiction du tribunal d'instance de Loches. Depuis le 1er janvier 2010 et la réforme de la carte judiciaire, c'est le tribunal d'instance de Tours qui est compétent pour l'ensemble du département ; toutes les juridictions intéressant Chédigny sont ainsi regroupées à Tours, exception faite du tribunal administratif qui siège à Orléans.
La commune se trouve dans la circonscription de gendarmerie de la brigade de proximité de Loches.

### Intercommunalité
Chédigny fait partie, depuis sa création le 31 décembre 1995, de la communauté de communes Loches Développement qui regroupe vingt communes pour une population de 21 550 habitants, dont 6 455 pour la seule commune de Loches, en 2011. Le 1er janvier 2017, elle intègre la nouvelle Communauté de communes Loches Sud Touraine.
Le syndicat intercommunal d'énergie d'Indre-et-Loire (SIEIL) assure le contrôle et la coordination de l'ensemble des concessionnaires opérant sur l'Indre-et-Loire dans le domaine de la distribution de gaz et d'électricité ; il intervient également sur le renforcement du réseau de distribution d'électricité. Fondé en 1937, il a progressivement évolué dans le contexte d'ouverture des marchés de l'énergie à la concurrence.
Par arrêté préfectoral en date du 23 avril 2008, toutes les communes d'Indre-et-Loire, Tours exceptée, adhèrent au SIEIL à titre individuel.
Chédigny, Azay-sur-Indre et Saint-Quentin-sur-Indrois ont créé en 1983 un syndicat intercommunal à vocation unique (SIVU) chargé d'organiser et assurer le transport scolaire des enfants dans le cadre d'un regroupement scolaire. Son siège social se trouve à Chédigny.
Un autre SIVU, auquel adhère la commune de Chédigny au même titre que 48 autres communes du Lochois, prend en charge le transport des collégiens et lycéens entre leurs communes respectives et les établissements d'enseignement secondaire, publics comme privés, ouverts dans le périmètre de compétences de ce SIVU. Il s'agit du syndicat intercommunal de transport scolaire du Lochois dont le siège se trouve à Ferrière-sur-Beaulieu et qui opère en convention avec un transporteur professionnel.

### Politique environnementale
La communauté de communes Loches Sud Touraine gère la politique environnementale sur l'ensemble de son territoire.

#### Eau et assainissement
Depuis le 1er janvier 2012, la Régie eau potable et assainissement prend en charge l'organisation de la distribution d'eau potable et l'entretien du réseau d'assainissement.
Au 31 décembre 2012, le service d'adduction d'eau potable dessert 305 abonnés. Celle-ci est prélevée dans trois forages exploitant la nappe du séno-turonien sur le territoire de la commune de Reignac-sur-Indre. Après déferrisation et traitement UV, l'eau est distribuée ou envoyée dans un réservoir de stockage à Chédigny,.
Pour les 146 abonnés de Chédigny (nombre arrêté au 31 décembre 2012), le traitement des eaux usées est assuré par :
- une station d'épuration à disque biologique, d'une capacité de 500 EH (équivalent-habitant) pour le bourg ;
- une fosse septique toutes eaux (FSTE) et un filtre à sable d'une capacité de 40 EH pour Norçay, le hameau le plus peuplé.

Une entreprise agro-alimentaire de Chédigny (fabrication de produits laitiers) dispose d'une autorisation de déversement d'eaux usées non-domestiques dans le réseau d'assainissement communal. Les eaux usées des dispositifs d'assainissement collectif de Chédigny, une fois épurées, sont rejetées vers l'Indrois.

#### Déchets ménagers
Une collecte hebdomadaire des ordures ménagères (OM) et des emballages ménagers (EM) est assurée en porte-à-porte. Des conteneurs pour le verre et les journaux-revues-magazines (JRM) sont disposés sur deux sites du territoire communal. Une collecte des encombrants est réalisée une fois par an en porte-à-porte. Les habitants de Chédigny, nombreux à posséder un jardin, peuvent en outre se procurer des bacs pour le compostage de leurs déchets végétaux. Enfin, ils ont accès aux déchetteries de Chanceaux-près-Loches ou de Tauxigny, respectivement distantes de 11 km et 14,6 km.

#### Entretien de la voirie
Dans le cadre des travaux de réaménagement des rues et trottoirs du centre-bourg conduits à partir de 2001, Chédigny a opté pour la mise en place de techniques alternatives d'entretien de sa voirie visant à remplacer l'utilisation des herbicides par un paillage avec de la paille de céréales ou du bois raméal fragmenté (BRF) ; l'objectif est également de limiter le recours aux engrais chimiques grâce à une fertilisation à base de fumier de bovins.

### Finances locales
Le tableau ci-dessous présente quelques éléments des finances locales de Chédigny, sur une période de neuf ans :
| Années | Résultat comptable | Résultat comptable   | Besoin () ou capacité () de · financement des investissements | Besoin () ou capacité () de · financement des investissements | Capacité d'autofinancement (CAF) | Capacité d'autofinancement (CAF) |
| Années | Chédigny           | Moyenne de la strate | Chédigny                                                      | Moyenne de la strate                                          | Chédigny                         | Moyenne de la strate             |
| ------ | ------------------ | -------------------- | ------------------------------------------------------------- | ------------------------------------------------------------- | -------------------------------- | -------------------------------- |
| 2005   | 224                | 133                  | 247                                                           | 7                                                             | 190                              | 134                              |
| 2006   | 670                | 139                  | 576                                                           | 17                                                            | 238                              | 140                              |
| 2007   | 203                | 156                  | 615                                                           | 25                                                            | 203                              | 159                              |
| 2008   | 127                | 142                  | 336                                                           | 12                                                            | 127                              | 146                              |
| 2009   | 157                | 142                  | 334                                                           | 9                                                             | 157                              | 147                              |
| 2010   | 124                | 143                  | 194                                                           | 7                                                             | 124                              | 150                              |
| 2011   | 198                | 160                  | 370                                                           | 0                                                             | 198                              | 168                              |
| 2012   | 149                | 160                  | 19                                                            | 3                                                             | 149                              | 168                              |
| 2013   | 101                | 160                  | 450                                                           | 6                                                             | 101                              | 168                              |

Quelques tendances générales, toujours en comparaison avec la moyenne de la strate, se dégagent à l'examen de ces données, en sachant que Chédigny se situe à la charnière entre deux strates (546 habitants en 2013). Le besoin ou capacité de financement des investissements évolue fortement d'année en année, mais sans exprimer de tendance claire. Il en est de même pour le résultat comptable.
De 2005 à 2007, la capacité d'autofinancement de la commune était nettement supérieure à celle de la moyenne de la strate. Ensuite et jusqu'en 2011, elle évolue toujours autour du niveau moyen de la strate sans jamais s'en éloigner sensiblement. En 2012 et 2013, et pour deux années consécutives, la CAF est inférieure à la moyenne de la strate.

### Jumelages
À la date du 30 juin 2014, Chédigny ne fait l'objet d'aucun jumelage.

## Population et société

### Démographie

#### Évolution démographique
Les habitants de la commune sont appelés les Chédignois.
L'évolution du nombre d'habitants est connue à travers les recensements de la population effectués dans la commune depuis 1793. Pour les communes de moins de 10 000 habitants, une enquête de recensement portant sur toute la population est réalisée tous les cinq ans, les populations de référence des années intermédiaires étant quant à elles estimées par interpolation ou extrapolation. Pour la commune, le premier recensement exhaustif entrant dans le cadre du nouveau dispositif a été réalisé en 2007.

En 2022, la commune comptait 560 habitants, en évolution de −0,53 % par rapport à 2016 (Indre-et-Loire : +1,67 %, France hors Mayotte : +2,11 %).
| 1793 | 1800 | 1806 | 1821 | 1831 | 1836 | 1841 | 1846 | 1851 |
| ---- | ---- | ---- | ---- | ---- | ---- | ---- | ---- | ---- |
| 555  | 610  | 651  | 696  | 643  | 650  | 659  | 718  | 728  |

| 1856 | 1861 | 1866 | 1872 | 1876 | 1881 | 1886 | 1891 | 1896 |
| ---- | ---- | ---- | ---- | ---- | ---- | ---- | ---- | ---- |
| 763  | 804  | 825  | 839  | 833  | 802  | 738  | 696  | 671  |

| 1901 | 1906 | 1911 | 1921 | 1926 | 1931 | 1936 | 1946 | 1954 |
| ---- | ---- | ---- | ---- | ---- | ---- | ---- | ---- | ---- |
| 633  | 682  | 680  | 592  | 590  | 539  | 553  | 571  | 571  |

| 1962 | 1968 | 1975 | 1982 | 1990 | 1999 | 2006 | 2007 | 2012 |
| ---- | ---- | ---- | ---- | ---- | ---- | ---- | ---- | ---- |
| 465  | 431  | 394  | 420  | 445  | 435  | 519  | 529  | 561  |

| 2017 | 2022 | - | - | - | - | - | - | - |
| ---- | ---- | - | - | - | - | - | - | - |
| 558  | 560  | - | - | - | - | - | - | - |

L'évolution de la population à Chédigny est typique de celle d'une commune rurale : après un exode rural amorcé dès 1880 puis amplifié jusqu'à la fin des années 1970 malgré un léger sursaut dû au baby boom de l'après-guerre 1939-1945, le nombre d'habitants augmente à nouveau depuis trente ans, conséquence de la rurbanisation pour une commune située à 35 minutes de trajet automobile de Tours ; le nombre d'habitants s'est accru de 42,4 % depuis 1975, retrouvant en 2013 le niveau de l'après-guerre.
L’évolution démographique est uniquement due, durant la période 1982 - 2010, au solde migratoire d’actifs, le solde naturel étant, lui, toujours négatif sur la période considérée, comme le montrent les données du tableau ci-dessous.
|                                           | 1982 - 1990 | 1990 - 1999 | 1999 - 2010 |
| ----------------------------------------- | ----------- | ----------- | ----------- |
| Taux de variation annuel de la population | + 0,70      | - 0,30      | + 2,10      |
| Solde naturel                             | - 0,50      | - 0,60      | - 0,30      |
| Solde migratoire                          | + 1,20      | + 0,30      | + 2,40      |

#### Pyramide des âges
En 2018, le taux de personnes d'un âge inférieur à 30 ans s'élève à 28,7 %, soit en dessous de la moyenne départementale (34,9 %). À l'inverse, le taux de personnes d'âge supérieur à 60 ans est de 29,8 % la même année, alors qu'il est de 27,8 % au niveau départemental.
En 2018, la commune comptait 283 hommes pour 274 femmes, soit un taux de 50,81 % d'hommes, largement supérieur au taux départemental (48,09 %).
Les pyramides des âges de la commune et du département s'établissent comme suit.
| Hommes | Classe d’âge | Femmes |
| ------ | ------------ | ------ |
| 0,0    | 90 ou +      | 2,6    |
| 7,4    | 75-89 ans    | 9,5    |
| 19,4   | 60-74 ans    | 20,9   |
| 22,6   | 45-59 ans    | 20,1   |
| 19,0   | 30-44 ans    | 21,1   |
| 12,3   | 15-29 ans    | 9,1    |
| 19,3   | 0-14 ans     | 16,7   |

| Hommes | Classe d’âge | Femmes |
| ------ | ------------ | ------ |
| 0,9    | 90 ou +      | 2,2    |
| 7,9    | 75-89 ans    | 10,2   |
| 17,3   | 60-74 ans    | 18,1   |
| 19,8   | 45-59 ans    | 19,1   |
| 17,9   | 30-44 ans    | 17,2   |
| 18,5   | 15-29 ans    | 17,5   |
| 17,6   | 0-14 ans     | 15,6   |

### Enseignement
La commune de Chédigny est rattachée à l'académie d'Orléans-Tours. Cette académie fait partie de la zone B pour son calendrier de vacances scolaires.
Un syndicat intercommunal de regroupement scolaire (SIRS) couvre les communes de Chédigny, Azay-sur-Indre et Saint-Quentin-sur-Indrois. Au sein de ce regroupement, la commune de Chédigny accueille chaque année une cinquantaine d'enfants dans les deux classes de son école maternelle ; le bâtiment, renové en 2007, comprend deux classes, un dortoir qui sert également aux activités ludiques des enfants et une cantine ; quatre agents territoriaux spécialisés des écoles maternelles (ATSEM) assistent les enseignants. Le transport des enfants entre leur commune de résidence et leur lieu de scolarisation est assuré par un minibus dans le cadre d'un syndicat intercommunal à vocation unique (SIVU).
En 2014, les établissements d'enseignement secondaire les plus proches se trouvent à Loches, avec deux collèges, l'un public, l'autre privé, et trois lycées, dont deux lycées d'enseignement général, l'un public et l'autre privé, et un lycée public d'enseignement professionnel. Le transport des collégiens et lycéens à destination de Loches est assuré par un service d'autocars.
Les établissements d'enseignement supérieur sont tous situés à Tours ou dans sa proche périphérie. Parmi eux, l'université pluridisciplinaire François-Rabelais propose, au sein d'une école polytechnique universitaire et de deux instituts universitaires de technologie s'appuyant sur une quarantaine de laboratoires de recherche, sept unités de formation et de recherche ; l'école supérieure de commerce et de management de Tours-Poitiers offre sur ses deux sites des formations Bac+3 ou Bac+5 ; l'école Brassart de Tours est spécialisée dans les arts graphiques. Dans le domaine agricole, le lycée agricole de Tours-Fondettes prépare au diplôme du brevet de technicien supérieur (BTS, Bac+2).

### Vie culturelle et sportive

#### Vie associative

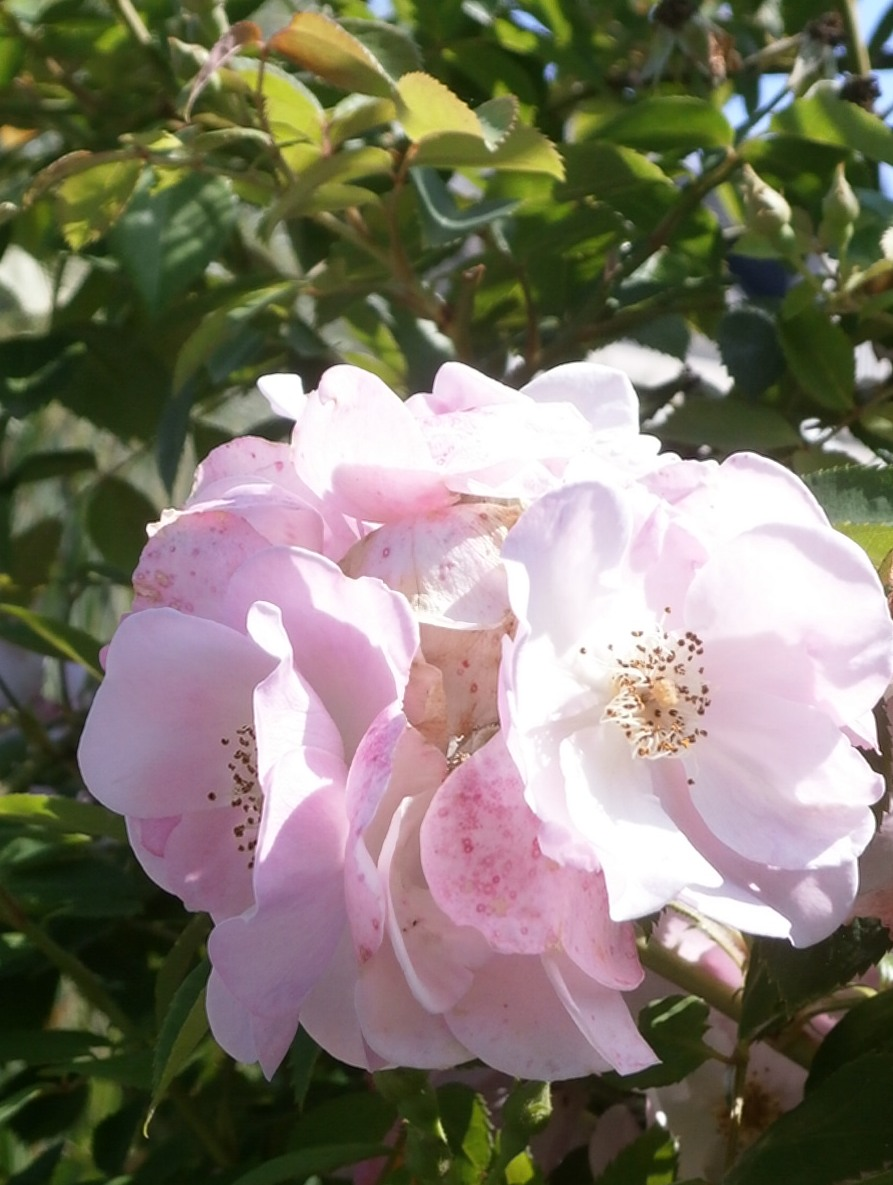
Rose Jeanne de Chédigny.

Quinze associations interviennent à Chédigny dans le domaine culturel, cinq dans le domaine du service à la personne et une dans le domaine sportif,.

#### Manifestations culturelles et festivités
Depuis 2006, le village accueille vers la fin du mois de mai un festival des roses avec un marché aux fleurs, des ateliers thématiques et des animations, ; 10 000 visiteurs s'y sont rendus en 2012.
Depuis 2013, le premier week-end du mois d’août, Chédigny propose aux visiteurs, pour son festival « De bouche et d’oreille » qui a lieu au début du mois d’août, un repas gastronomique de plats traditionnels élaborés avec l’appui de chefs cuisiniers ainsi que des animations dans le village. En 2013, 2 500 repas ont été servis sur deux jours.

#### Équipements culturels et sportifs
Sous l'égide du conseil général d'Indre-et-Loire, dans le cadre du réseau de la « direction de la lecture publique et du livre de Touraine », Chédigny met à la disposition de ses habitants une bibliothèque. Une galerie d'expositions est ouverte dans le centre-bourg. Chédigny dispose par ailleurs d'un court de tennis et d'un terrain de football.

### Santé
La commune de Chédigny ne dispose pas de professionnel de santé sur son territoire. Les médecins généralistes les plus proches exercent à Chambourg-sur-Indre et Reignac-sur-Indre.
L'hôpital le plus proche est le centre hospitalier des Rives de l'Indre à Loches.
Le centre d'incendie et secours le plus proche se trouve à Chambourg-sur-Indre.

### Médias
Le quotidien régional La Nouvelle République du Centre-Ouest, dans son édition Indre-et-Loire, Touraine Est, consacre quelques pages à l’actualité du canton de Loches. La Renaissance lochoise, « l'hebdomadaire de la Touraine du Sud » est un hebdomadaire d’informations locales sur les cantons du sud de la Touraine.
Dans le domaine des médias audiovisuels, deux chaînes de télévision de télévision numérique terrestre (TNT) sont accessibles à tous les habitants de Chédigny et relaient les informations locales entre autres : France 3 Centre-Val de Loire et TV Tours Val de Loire. Parmi les nombreuses stations de radio disponibles, on peut citer France Bleu Touraine et Graffic, basée à Loches, plus spécialement consacrée à la musique et aux informations locales dans une zone allant de Tours à Poitiers et à Châteauroux.

### Culte

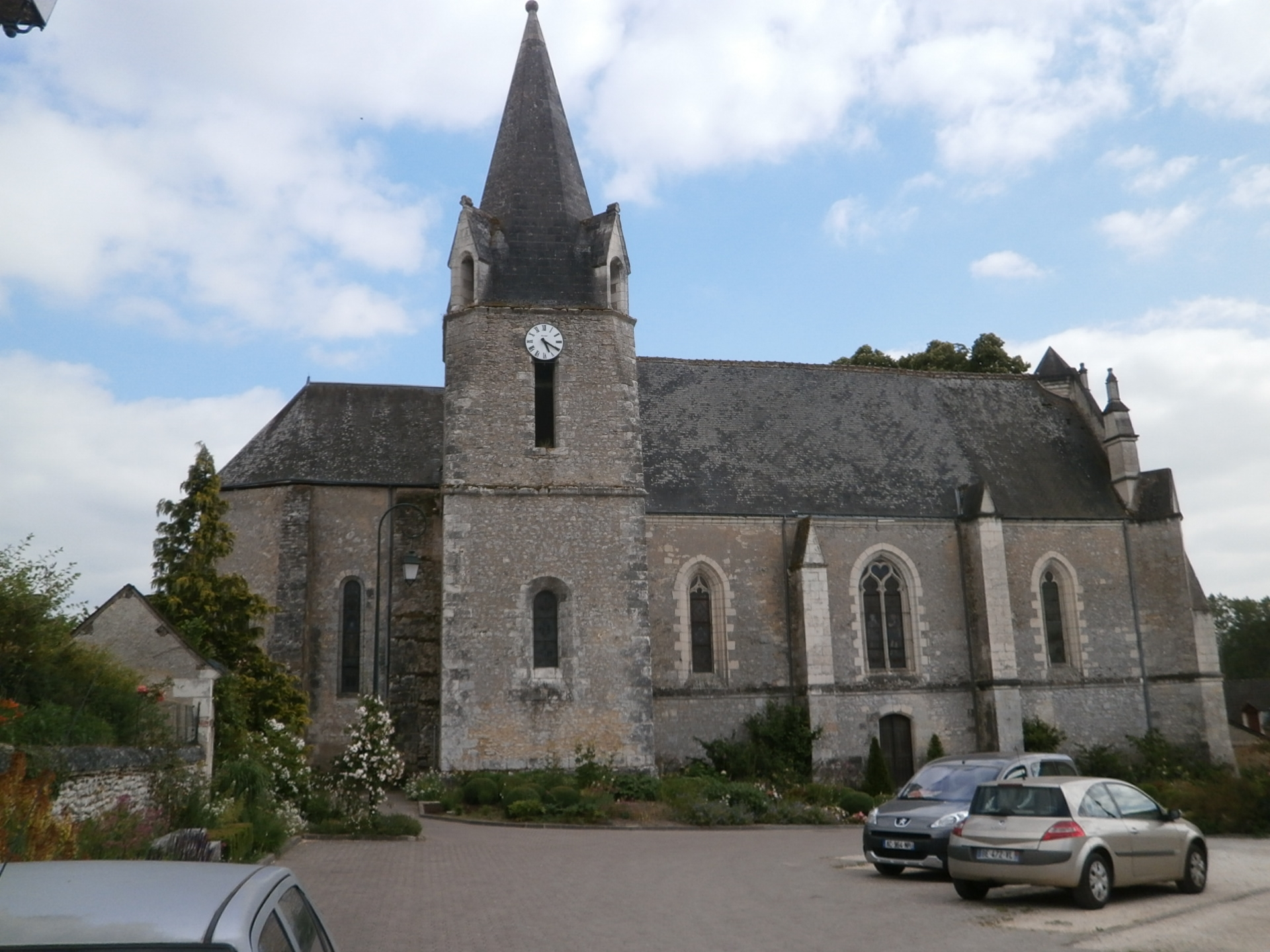
Église Saint-Pierre-ès-Liens.

Le territoire de la commune dépend de la paroisse Saint-Jean-des-Roches au sein du doyenné de Loches, lui-même partie de l'archidiocèse de Tours, au même titre que cinq autres doyennés. En 2014, cette paroisse dispose d'un lieu de culte à Chédigny, l'église Saint-Pierre-ès-Liens, où le culte catholique est célébré un dimanche sur deux.

### Télécommunications
Début 2012, l'Autorité de régulation des communications électroniques et des postes (ARCEP) a autorisé l'opérateur Orange à exploiter un réseau de téléphonie mobile sur le territoire de Chédigny, jusqu'alors considéré comme zone blanche. En 2014, l'ensemble du réseau de téléphonie fixe déployé sur la commune est accessible à la technique ADSL.

## Économie
Chédigny est classée en zone de revitalisation rurale par arrêté du 16 mars 2017.
Le tableau ci-dessous détaille le nombre d'entreprises implantées à Chédigny selon leur secteur d'activité :
|                                                                 | Nombre d’établissements concernés |
| --------------------------------------------------------------- | --------------------------------- |
| TOTAL                                                           | 65                                |
| Agriculture                                                     | 18                                |
| Industrie                                                       | 7                                 |
| Construction                                                    | 8                                 |
| Commerce, transport et services divers                          | 28                                |
| Administration publique, enseignement, santé, et action sociale | 4                                 |

Sur les 65 entreprises recensées à Chédigny au 31 décembre 2011, 47 n'emploient aucun salarié, 16 comptent entre 1 et 9 salariés, et 2 seulement ont un effectif supérieur ou égal à 10 salariés. En 2012, deux entreprises ont été créées à Chédigny dans le secteur de la construction ; une entreprise s'est créée en 2013 dans le secteur du commerce, des transports, et des services divers.

### Agriculture
Le tableau ci-dessous présente les principales caractéristiques des exploitations agricoles de Chédigny, observées sur une période de 22 ans :
|                                            | 1988  | 2000  | 2010  |
| ------------------------------------------ | ----- | ----- | ----- |
| Nombre d’exploitations                     | 26    | 21    | 14    |
| Équivalent Unité de travail annuel         | 35    | 21    | 17    |
| Surface Agricole Utile (SAU) (ha)          | 1 543 | 1 709 | 1 934 |
| Cheptel (nombre de têtes)                  | 302   | 236   | 164   |
| Terres labourables (ha)                    | 1 448 | 1 709 | 1 836 |
| Superficie moyenne d’une exploitation (ha) | 55,7  | 81,4  | 138,1 |

La superficie agricole utilisée à Chédigny représentait 1 934 ha en 2010, soit 83.5 % de la surface communale totale. L'examen des données présentées révèle qu'au cours des vingt-deux dernières années, le nombre d'exploitations a presque diminué de moitié,, ; l'agriculture procure de moins en moins d'emploi sur la commune, les exploitations agricoles étant dans leur presque totalité des structures sans salarié ; la surface en terres labourables s'est fortement accrue (au détriment des prairies) corollaire d'un cheptel en baisse constante ; la taille des exploitations a augmenté d'un facteur de 2,4. Le seul paramètre stable est l'orientation de l'agriculture chédignoise, résolument tournée vers les céréales et la culture d'oléagineux et protéagineux.

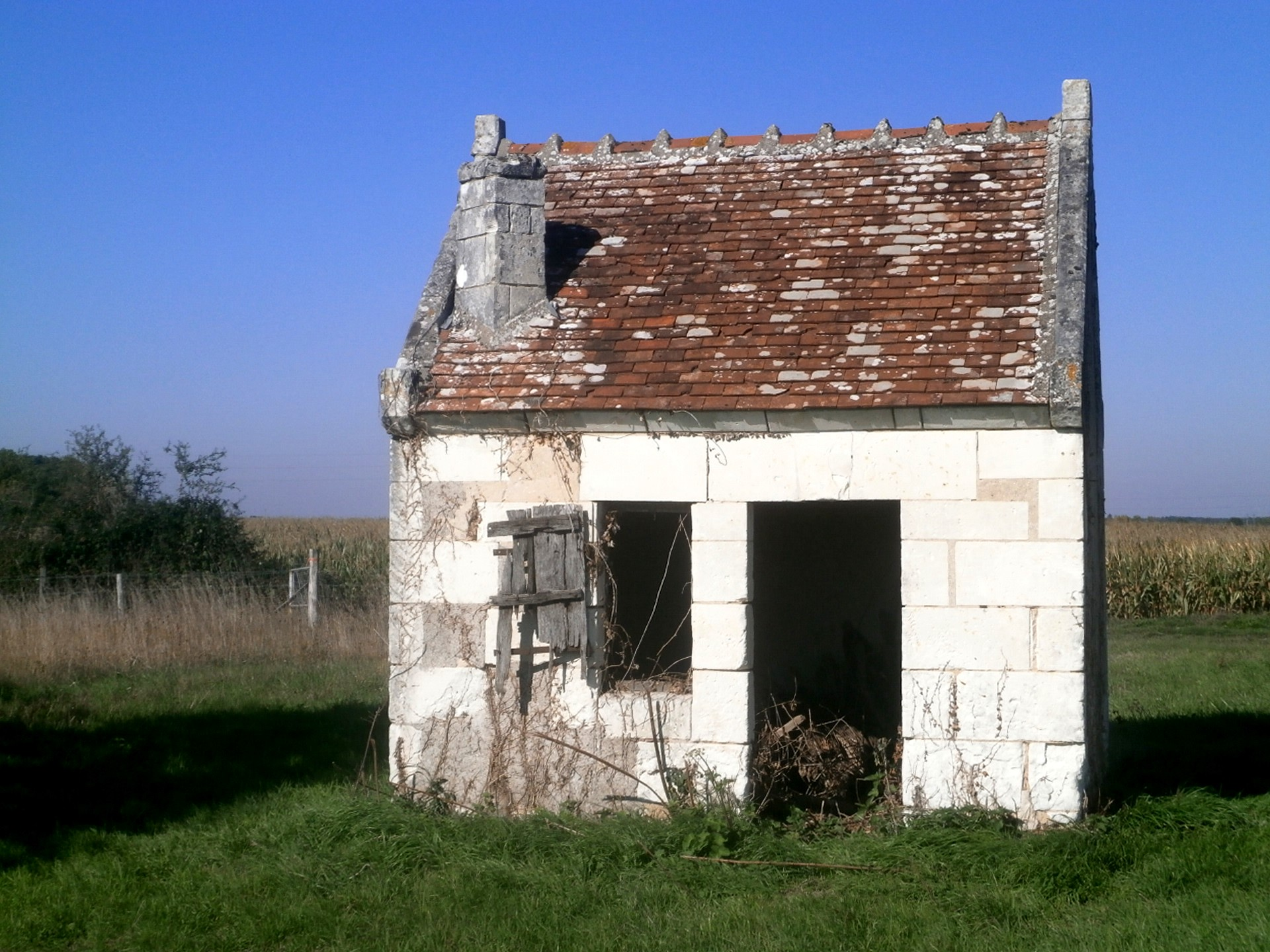
Loge de vigne,.

Jusqu'au milieu du XIXe siècle, la culture de la vigne occupait 250 hectares, soit près de 20 % de la surface agricole utile de la commune à l'époque, implantée de préférence sur les pentes des coteaux, profitant des caractéristiques agronomiques favorables des sols de perruche. Une partie de la production était même exportée et les vignerons de Chédigny avaient créé, vers 1875, une société de secours mutuel de plus de 70 membres leur permettant, en cas de maladie, de recevoir une aide financière à moins qu'ils ne préfèrent faire exécuter les travaux nécessaires dans leurs vignes par les autres sociétaires.
L'invasion du phylloxéra, apparu en Touraine en 1882, a porté un coup sévère à la culture de la vigne. Malgré les replantations de cépages résistants, la surface consacrée à la vigne s'est progressivement réduite et ne représente plus, au début du XXIe siècle, que quelques dizaines d'ares.

### Artisanat et industrie

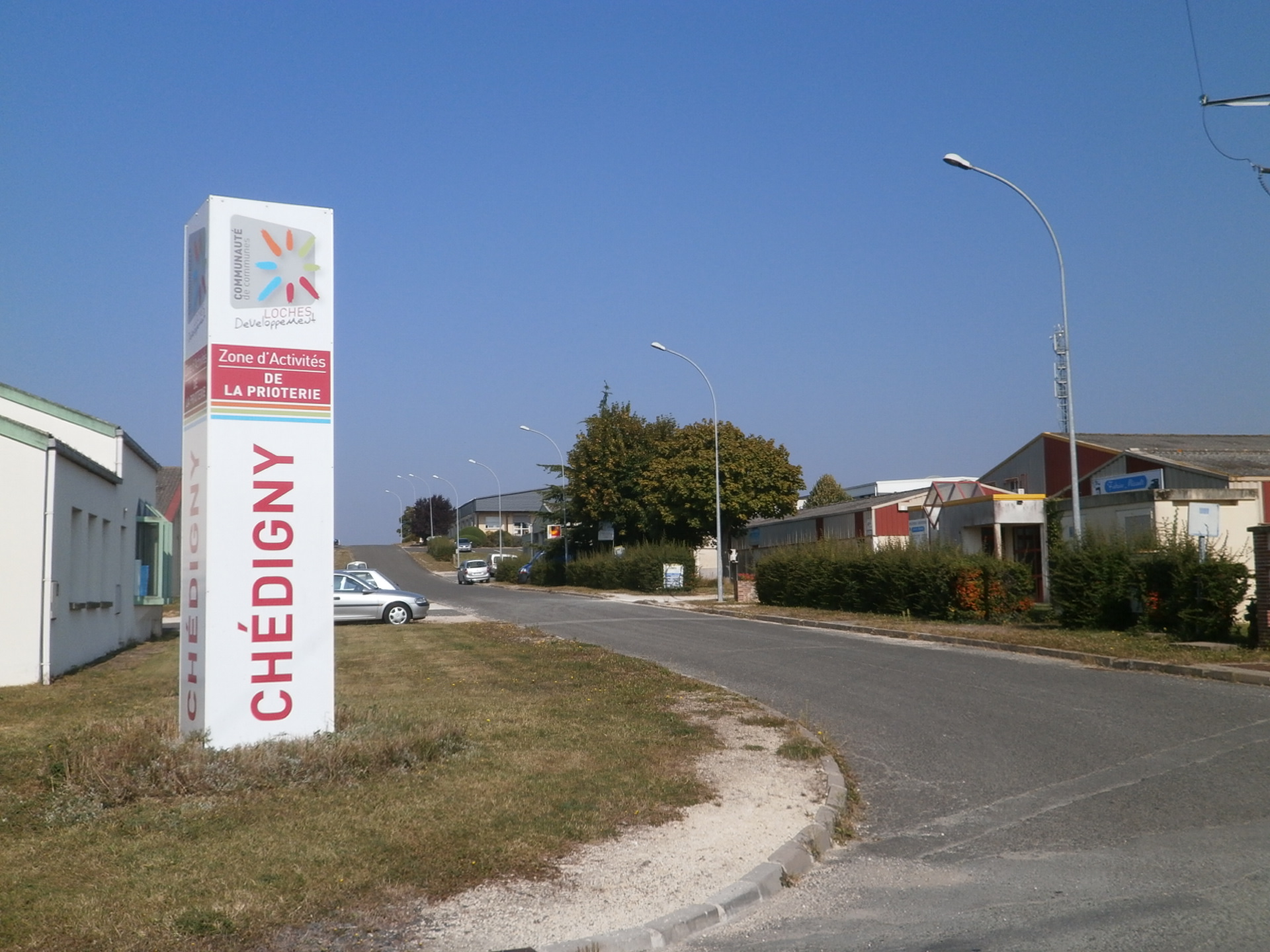
La zone artisanale de Chédigny.

La commune de Chédigny possède une zone artisanale d'une superficie de trois hectares dont un hectare est encore disponible, implantée depuis 1978. Huit entreprises y sont installées, employant 94 personnes en 2011, dont l'une des deux PME de la commune (horlogerie-joaillerie) qui compte à elle seule 70 salariés.
Les artisans, exerçant dans des domaines d'activité très variés, fabrication de produits laitiers, bâtiment et travaux publics (BTP), couture, etc., représentent la majorité des entreprises chédignoises ; plusieurs d'entre eux exercent des métiers d'art : artistes peintres, faïencier, céramiste, décorateur…

### Commerce et services
Une agence postale est installée dans la commune. Des commerces de proximité se sont maintenus ou réinstallés à Chédigny : boulangerie-épicerie (bénéficiant de nouveaux locaux en 2014), boucherie-charcuterie-traiteur, café-restaurant, salon de coiffure et librairie. On peut également citer, dans le domaine des services, quatre assistantes maternelles, une entreprise de commerce en gros de produits agricoles et une société de conseil en systèmes et logiciels informatiques.

### Tourisme
Au 31 décembre 2012, la commune de Chédigny ne disposait pas d'hôtel ni de camping sur son territoire. En 2014, l'hébergement touristique proposé sur Chédigny regroupe au total 96 chambres réparties dans huit établissements chambres d'hôtes et (ou) Gîtes de France, et un établissement Village-vacances qui est la seconde PME de la commune.

### Revenus et fiscalité
En 2015, le revenu fiscal médian par ménage est de 33 596 €, alors que la moyenne départementale s'établit à 32 011 € et que celle de la France métropolitaine est de 32 409 €.
Les indicateurs de revenus et de fiscalité à Chédigny et dans l'ensemble de l'Indre-et-Loire en 2011 sont présentés ci-dessous, :
|                                                                             | Chédigny | Indre-et-Loire |
| --------------------------------------------------------------------------- | -------- | -------------- |
| Revenu net déclaré par foyer fiscal (en €)                                  | 27 025   | 24 480         |
| Part des foyers fiscaux imposables sur l'ensemble des foyers fiscaux (en %) | 58,1     | 58,3           |

Le revenu moyen par foyer fiscal est supérieur de 10 % à la moyenne départementale, pour une proportion de foyers imposables sensiblement égale.

### Emploi
Les deux tableaux ci-dessous présentent les chiffres-clés de l'emploi à Chédigny et leur évolution sur les cinq dernières années :
|                               | Chédigny 2011 | Chédigny 2006 | Évolution |
| ----------------------------- | ------------- | ------------- | --------- |
| Population de 15 à 64 ans     | 357           | 320           | + 11,6 %  |
| Actifs (en %)                 | 77,6          | 81,6          | - 6,5 %   |
| dont :                        |               |               |           |
| Actifs ayant un emploi (en %) | 71,8          | 73,3          | - 2,0 %   |
| Chômeurs (en %)               | 5,8           | 8,3           | - 30,1 %  |

|                                      | Chédigny 2011 | Chédigny 2006 | Évolution |
| ------------------------------------ | ------------- | ------------- | --------- |
| Nombre d'emplois dans la zone        | 193           | 186           | + 3,8 %   |
| Indicateur de concentration d'emploi | 74,5          | 78,8          | - 5,8 %   |

Sur cinq ans, la population active de Chédigny a augmenté, mais le taux d'emploi de cette population active a diminué ; le chômage a fortement régressé.
Si le nombre d'emplois dans la zone s'est accru, il a progressé moins vite que le nombre d'actifs, ce qui entraîne mathématiquement une diminution de l'indicateur de concentration d'emploi (environ 75 emplois proposés pour 100 actifs).
En 2011, les actifs résidant à Chédigny travaillent en majorité dans la commune (25,9 %) ou dans le département d'Indre-et-Loire (66,9 %). Ils ne sont que 7,2 % à travailler hors du département.

## Culture locale et patrimoine

### Chédigny, «village-jardin»

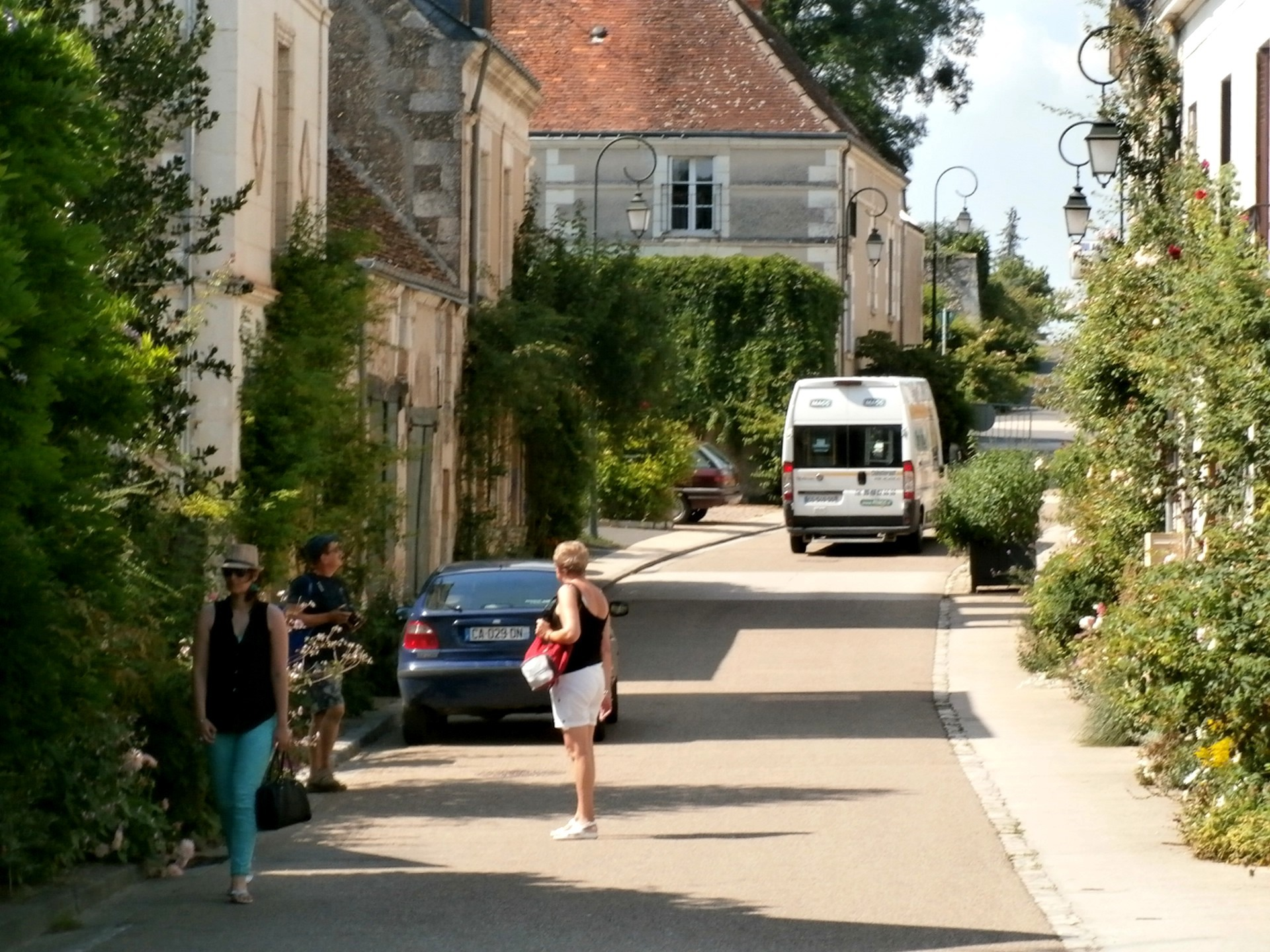
La « chaussée partagée ».

Chédigny a obtenu en 2013 le label national « Jardin remarquable » attribué par le ministère chargé de la Culture pour une durée de cinq ans renouvelable. Dans le cas présent, et c'est une première en France, ce label n’a pas été attribué à un jardin spécifique, mais à l’ensemble de la commune, pour ses efforts d’aménagement paysager du centre-bourg,.
C’est en 1991 que débutèrent les travaux aboutissant à la plantation de 800 rosiers et des milliers de plantes vivaces sur les trottoirs du bourg, alors que tous les réseaux étaient enterrés et que les chaussées étaient réaménagées pour permettre la circulation conjointe et sécurisée des véhicules et des piétons ; dans le même temps, une route de contournement du bourg était ouverte pour soulager la circulation automobile dans le centre ; ces travaux se sont terminés en 2008.
Chédigny a obtenu trois fleurs au concours des villes et villages fleuris en 2007, puis quatre fleurs en 2014.

### Lieux et monuments

Localisation des lieux et monuments de Chédigny.

La commune ne compte aucun monument à l'inventaire des monuments historiques ni aucun monument ou objet répertorié à l'inventaire général du patrimoine culturel,.
Plusieurs monuments et édifices, appartenant au patrimoine civil ou religieux de Chédigny, peuvent cependant être cités (voir leur localisation sur la carte ci-contre) :
- la Pierre bachelière (1) : ce menhir haut de 1,8 m dressé en plein champ au nord de la commune près des limites de Cigogné et de Sublaines semble dater de 2500 à 2000 av. J.-C. (période finale d'érection des mégalithes protohistoriques[170]. Selon une tradition locale, les bachelets ou bacheliers (jeunes garçons entraînés au combat au bâton mais n'ayant pas encore le droit de porter l'épée) de Chédigny se réunissaient autour du menhir le 1er mai puis parcouraient la campagne de ferme en ferme, en quête de cadeaux[171] ;
- l’église Saint-Pierre-ès-Liens de Chédigny (2) : la première église était la chapelle seigneuriale du château, dépendant de l'abbaye Saint-Sauveur de Villeloin et située à l’emplacement du chœur de l’église actuelle. Le chœur actuel date du XIIe siècle, époque où cette chapelle fut élevée au rang d'église, le transept du XVe siècle et la nef a été reconstruite au XVIe siècle comme la façade. La pointe du clocher fut rebâtie au XVIIe siècle sur la base d’une petite chapelle du XIIIe siècle. Les vitraux furent fabriqués à la fin du XIXe siècle par les maîtres verriers tourangeaux Lucien-Léopold Lobin, né à Loches, et Armand Clément, natif de Chédigny, ainsi que par le maître verrier toulousain Louis-Victor Gesta[55] ; une statue de l'église en bois peint et doré, représentant « saint Michel terrassant le dragon » fait partie de l'inventaire des monuments historiques au titre d'« objet classé » depuis le 8 juin 1892[172] ; l'église renferme également un bâton de 3 mètres en bois doré et peint, orné de feuilles de vigne et de grappes de raisin, appartenant autrefois à l'ancienne confrérie de Saint-Vincent, saint patron des vignerons, et qui rappelle le passé viticole de la commune. Le mur de l'abside est creusé de deux niches ; l'une d'elles accueille un lavabo ; l'autre est un placard destiné à abriter les objets du culte avant la construction de la sacristie au XIXe siècle ;
- l’ancien prieuré Saint-Jean-de-Jarry (3) : ce prieuré existait déjà au XIIe siècle. Dépendant de l’abbaye de la Sainte-Trinité de Tiron, près de Nogent-le-Rotrou, il fut rattaché à l’abbaye de la Trinité à Beaulieu-lès-Loches en 1695. Saisi comme bien national à la Révolution, sa chapelle fut transformée en bâtiment agricole, puis enfin en habitation[55]. Un de ses murs intérieurs garde des traces d'une ancienne fresque représentant saint Jean et un agneau, auprès desquels les paysans de Chédigny venaient jadis demander la protection de leurs troupeaux[173]. Sa façade subsiste dans son état d’origine, notamment la porte romane en plein cintre. Elle abrite aujourd’hui l’atelier d’un artisan ;

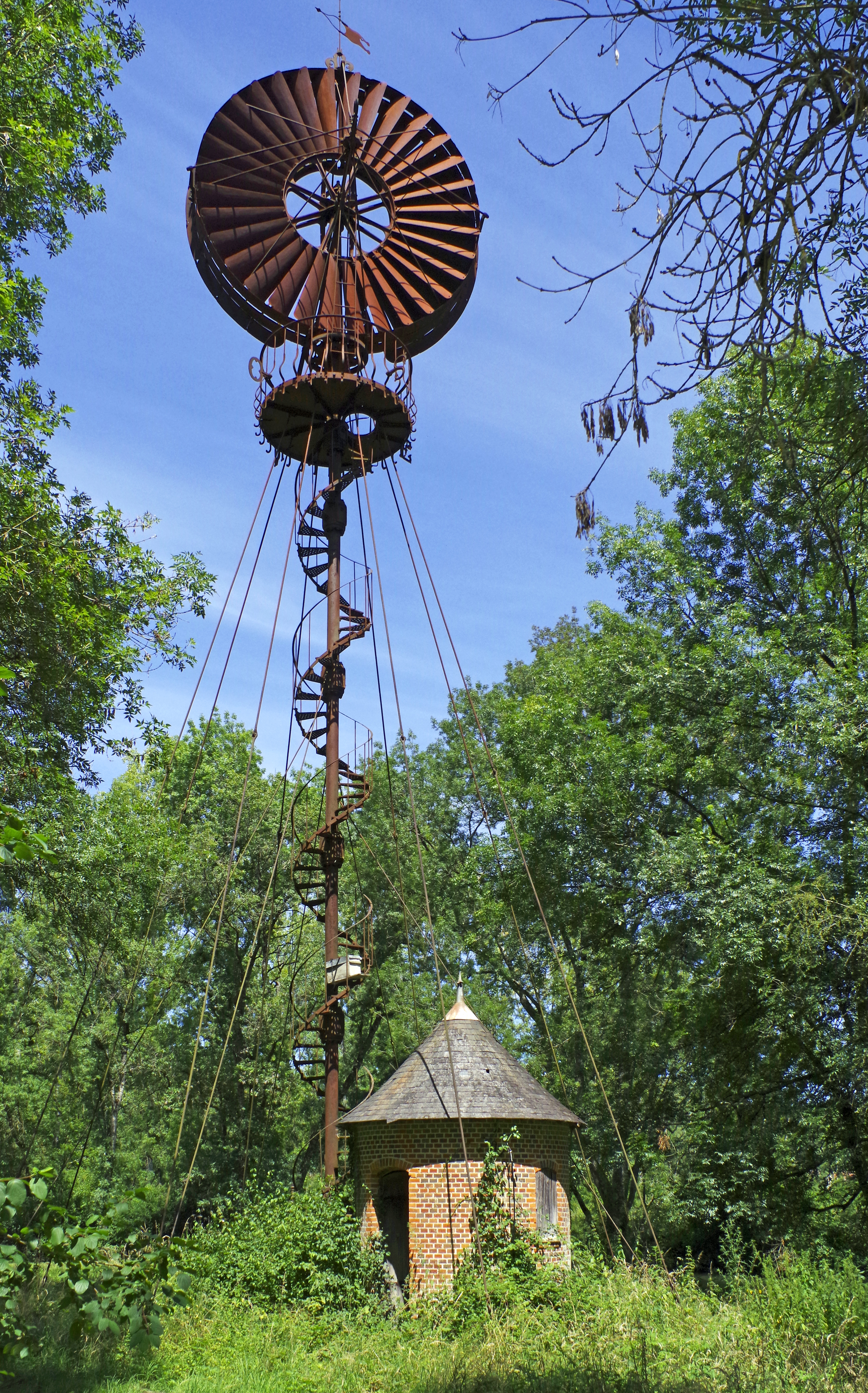
Éolienne du Breuil.

- Orfeuil (4), hameau de Chédigny, était au XIIIe siècle une propriété de la famille de Mello. De cette époque date un oratoire à sainte Agnès plus tard érigé en prieuré[174] mais interdit dès 1787 car il tombait en ruine[175] ;
- l’ancienne église Saint-Michel (5) : église paroissiale du XVe siècle établie sur des fondations gallo-romaines, elle fut fermée au culte en 1792 au profit de Saint-Pierre-ès-Liens, vendue comme bien national en 1798 et reconvertie en habitation[58] ; elle fut achetée en 1874 par le maître verrier Armand Clément qui y installa son atelier ;
- le château du Breuil (6) : situé à l'orée des bois jouxtant la forêt de Loches, le château du Breuil (en ancien français, « bois enclos constituant une réserve de chasse », dérivé du gaulois bro -gilo[176].) date du XVe siècle et fut remanié au XIXe siècle ; l'architecte a alors copié des éléments de décor comme les balcons ou les lucarnes au château de Chenonceau[177]. Le Breuil a appartenu, aux XVIIe siècle et XVIIIe siècle, à la famille le Breton ; voir à ce sujet la section consacrée à l'héraldique. Au début du XXe siècle, le château était alimenté en eau depuis l'Indrois par une éolienne Bollée, encore en place mais hors service, associée à un bélier hydraulique ;
- le château de la Hubaudière (7) : ce château du XVe siècle, propriété de la chartreuse du Liget jusqu'à la Révolution, remanié au XIXe siècle, a accueilli entre 1852 et 1880 la première école d'agriculture de Touraine, qui venait de quitter Genillé[178] ; la ferme, sur une superficie de 280 hectares dont 40 hectares de vigne, a accueilli jusqu'à 40 élèves[179] ;
- les Minées (8) : cet ancien fief du XVIe siècle conserve deux constructions intéressantes : une chapelle érigée en 1520 et un ancien pigeonnier-porche sur base carrée, pourvu d'une toiture pyramidale, mais dont les entrées ont été murées[175].

### Patrimoine naturel

#### Zones nationales d'intérêt écologique, faunistique et floristique

Carte des ZNIEFF et du site Natura 2000 de Chédigny.
Bourg et limites communales
ZNIEFF plateau de Champeigne et site Natura 2000 Champeigne
ZNIEFF pelouses des Tabardières
ZNIEFF étang et pelouses de la Hubaudière
ZNIEFF pelouses de la Vrillotterie
ZNIEFF massif forestier de Loches

Ayant pour objectif un inventaire des espèces animales ou végétales qui y sont présentes, la création des zones naturelles d'intérêt écologique, faunistique et floristique (ZNIEFF) ne s'accompagne d'aucune mesure de protection réglementaire. Le territoire communal de Chédigny est intégré, à des degrés divers, à cinq ZNIEFF.
- Massif forestier de Loches : cette ZNIEFF de 5 066 hectares s'étend sur 10 communes, dont Chédigny pour la pointe sud de son territoire. Considérée comme l’un des massifs boisés les plus riches d’Indre-et-Loire, la forêt de Loches héberge plusieurs espèces animales remarquables : le Pic cendré (Picus canus) y niche régulièrement et les larves du grand Capricorne (Cerambyx cerdo) trouvent refuge dans les troncs de ses chênes[180] ;
- Étang et pelouses des Hubaudières : intégralement située sur le territoire de Chédigny, cette ZNIEFF d'une superficie de 21,7 hectares est caractérisée par la juxtaposition de milieux humides (étang alimentés par un ruisseau) et secs (pelouses calcaires). L'entomofaune des étangs est très variée : 25 espèces de libellules y ont été recensées dont Coenagrion pulchellum, l'Agrion joli, rarement observé[181]. La flore des pelouses comporte notamment Schoenus nigricans, une Cypéracée rare des milieux humides et calcaires[182] ;
- Pelouses de la Vrilloterie : d'une superficie d'un peu plus de 6,5 hectares, cette petite ZNIEFF de pelouses calcicoles héberge plusieurs angiospermes intéressantes, dont l'Inule des montagnes (Inula montanea), protégée en région Centre-Val de Loire[183] ;
- Pelouses des Tabardières : la ZNIEFF concerne 4 communes pour une superficie totale de 151,6 hectares. À Chédigny, la zone concernée, à l'extrême nord du territoire communal, forme une bande discontinue allant de Reignac-sur-Indre à Sublaines. On y trouve des landes à genévrier et des pelouses sèches avec 40 espèces de plantes à fleurs, dont l'Ophrys mouche (Ophrys insectifera)[184],[185] ;
- Plateau de Champeigne entre Bléré et Loches : Cette grande ZNIEFF (9 032 hectares) englobe, sur Chédigny, les trois ZNIEFF précédemment citées. S'étendant sur 11 communes, elle intéresse une grande moitié nord du territoire communal de Chédigny, où elle englobe les trois ZNIEFF précédemment citées. Pas moins de 50 espèces d'angiospermes et 8 espèces d'oiseaux protégés ou rares y ont été recensées, parmi lesquelles l'Outarde canepetière (Tetrax tetrax)[186].

#### Réseau Natura 2000
La commune de Chédigny est intégrée depuis 2006, pour toute une grande moitié nord de son territoire, au réseau Natura 2000. La zone de protection spéciale (ZPS) ainsi constituée, dite « site Natura 2000 Champeigne », se superpose à la ZNIEFF du plateau de Champeigne entre Bléré et Loches ; elle vise à la préservation des espèces d'oiseaux rencontrées sur son territoire, grâce à des mesures agroenvironnementales appropriées imposées aux parcelles de culture concernées, en application de la Directive Oiseaux du 30 novembre 2009 édictée par l'Union européenne.

#### Autres éléments du patrimoine naturel
Le Castor d'Eurasie (Castor fiber), en reconquête des cours d'eau de Touraine après sa réintroduction dans la Loire il y a environ trente ans, a été signalé depuis 2011 sur l'Indrois à Chédigny. La présence de la Loutre d'Europe (Lutra lutra) est également avérée pour la saison 2014-2015.

Quelques représentants remarquables de la faune et de la flore identifiés sur le territoire de Chédigny.
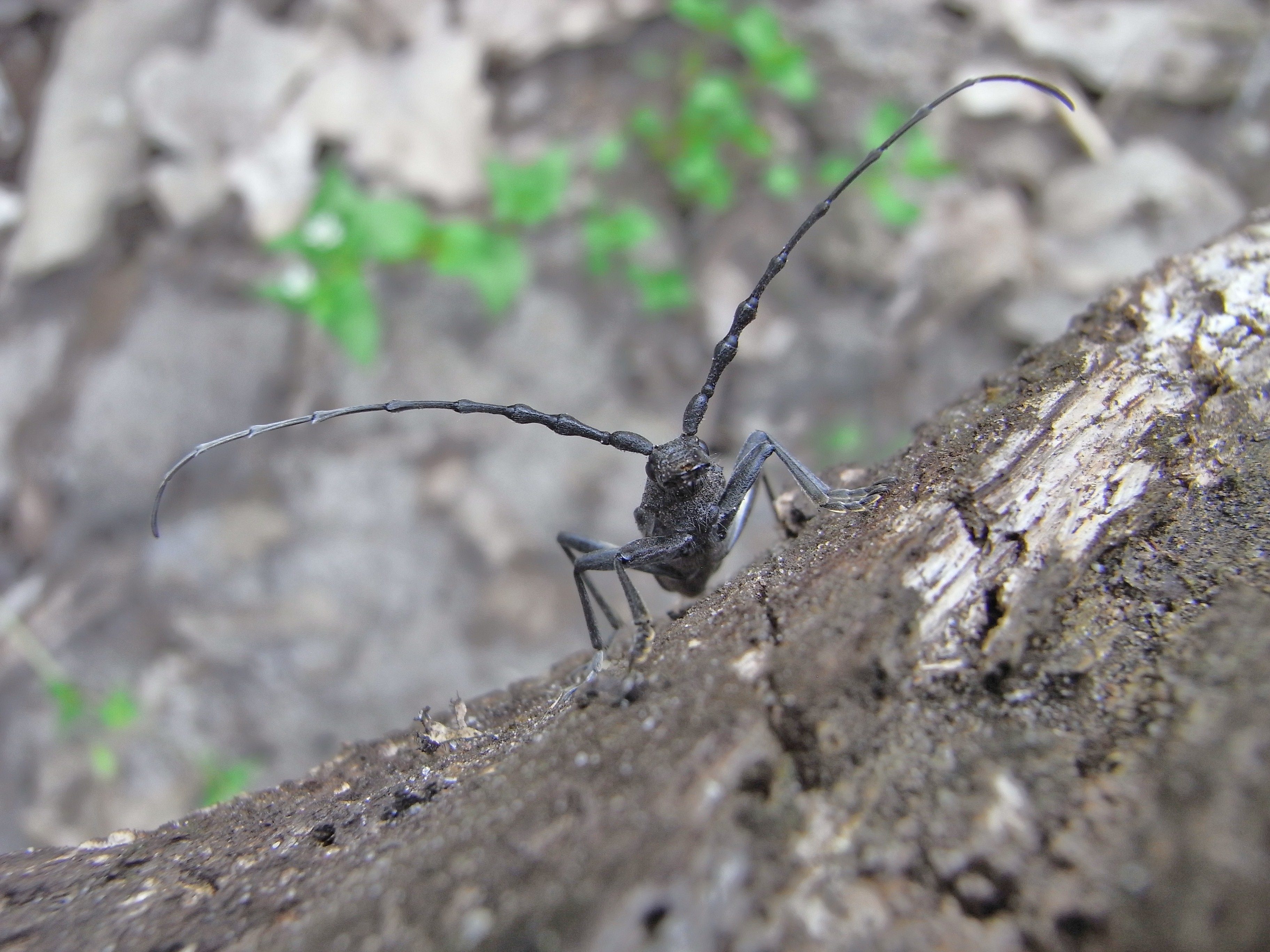
Grand capricorne
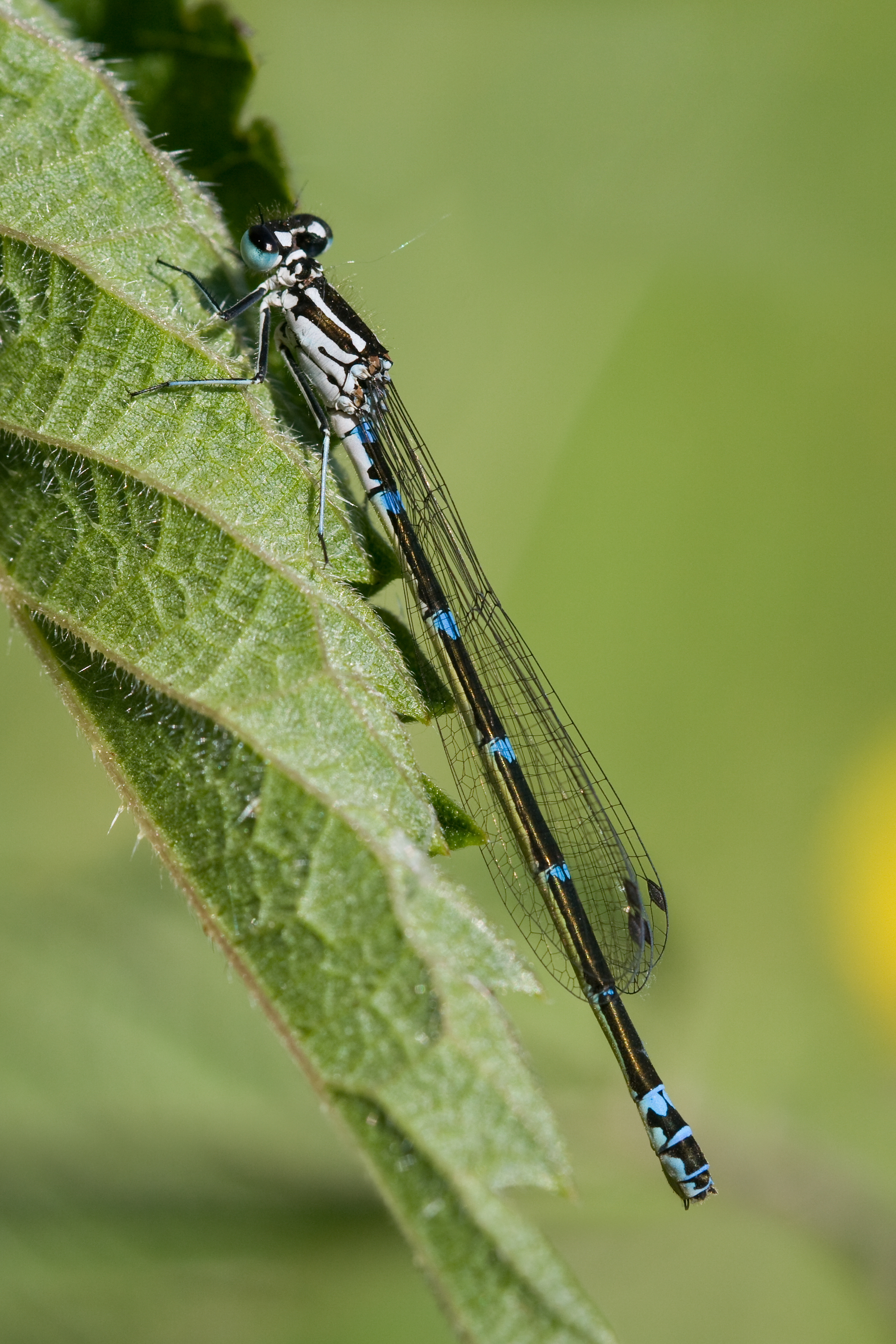
Agrion joli
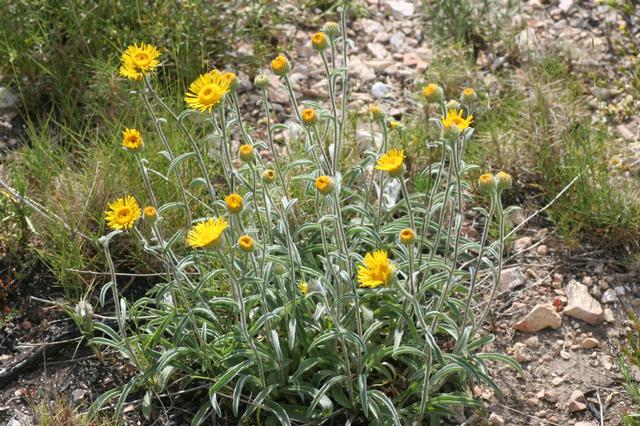
Inule des montagnes
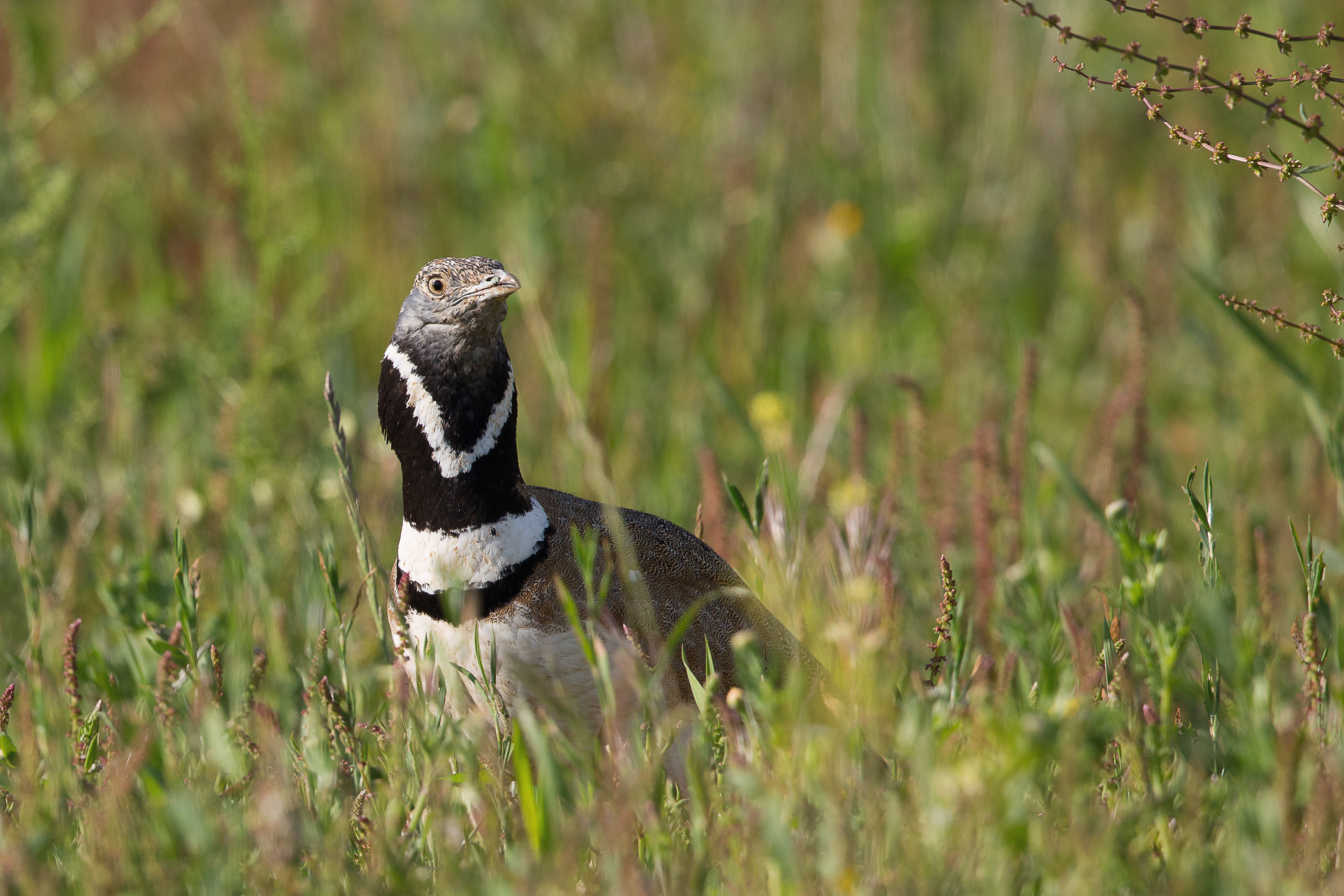
Outarde canepetière
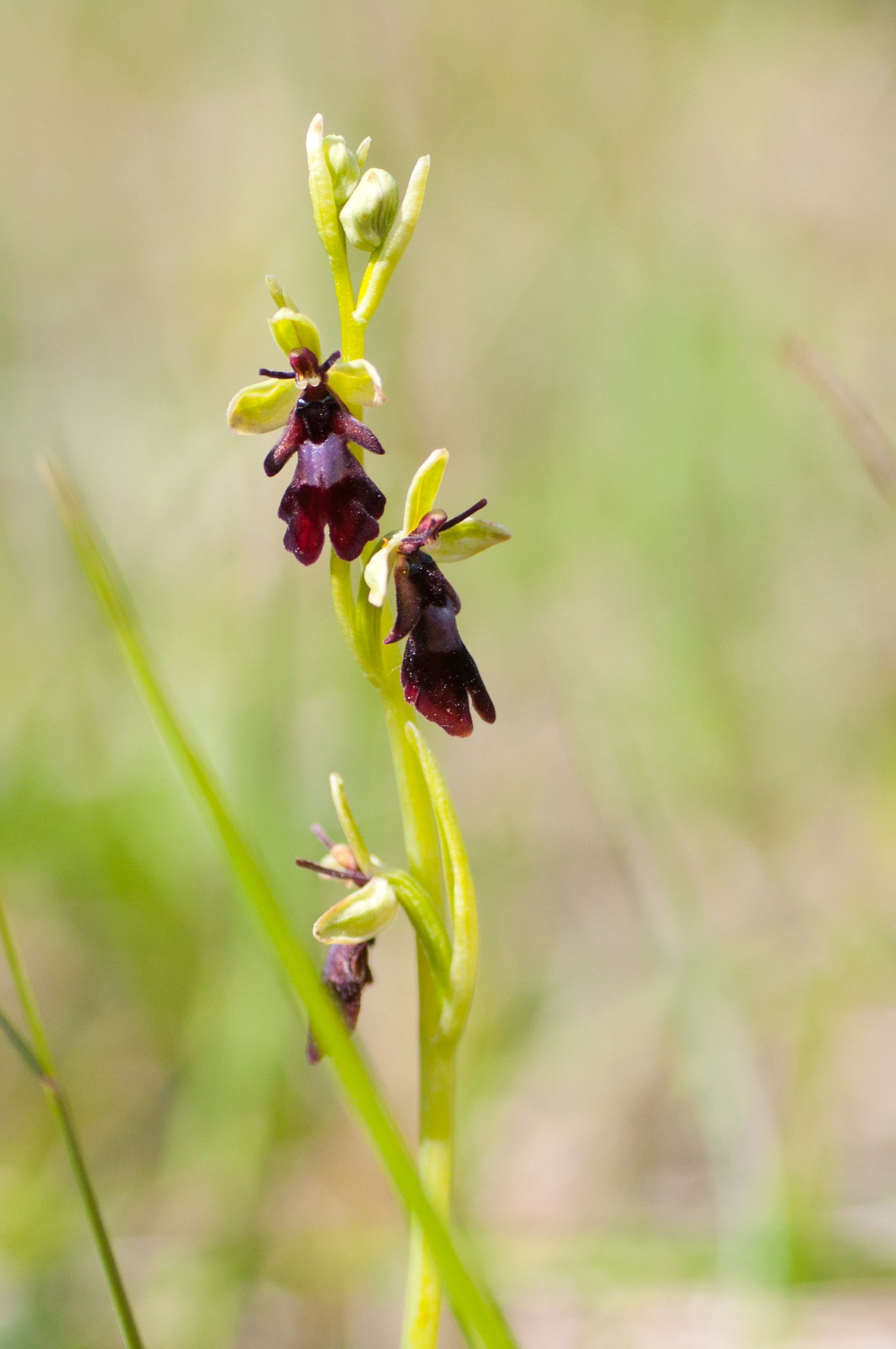
Ophrys mouche
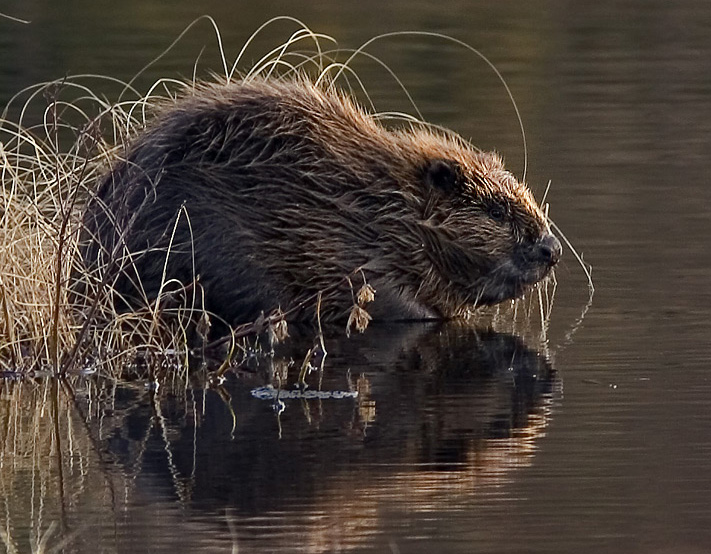
Castor d'Europe

### Patrimoine gastronomique

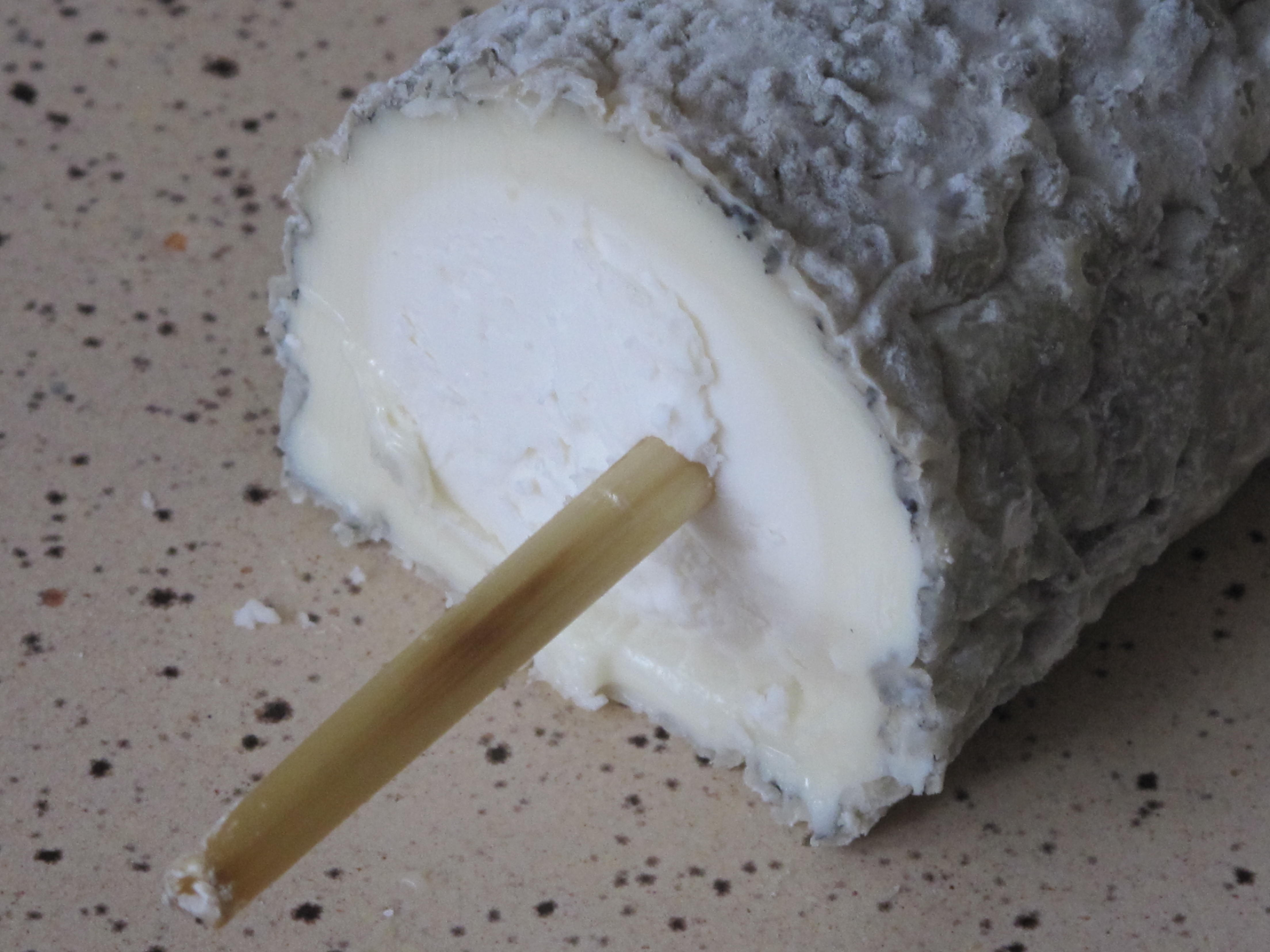

La commune de Chédigny est située dans l'aire de l'appellation d'origine protégée (AOP) ou appellation d'origine contrôlée (AOC) du fromage de chèvre Sainte-Maure-de-Touraine (photo ci-contre). Le territoire de Chédigny est également intégré aux aires de productions de 24 produits bénéficiant d'une indication géographique protégée (IGP) : rillettes de Tours, volailles du Berry, vins du Val de Loire, de l'Allier, du Cher, de l'Indre, du Pays de Retz et primeur. Pourtant, en 2014, aucun producteur à Chédigny n'exploite ces potentialités.

### Personnalités liées à la commune

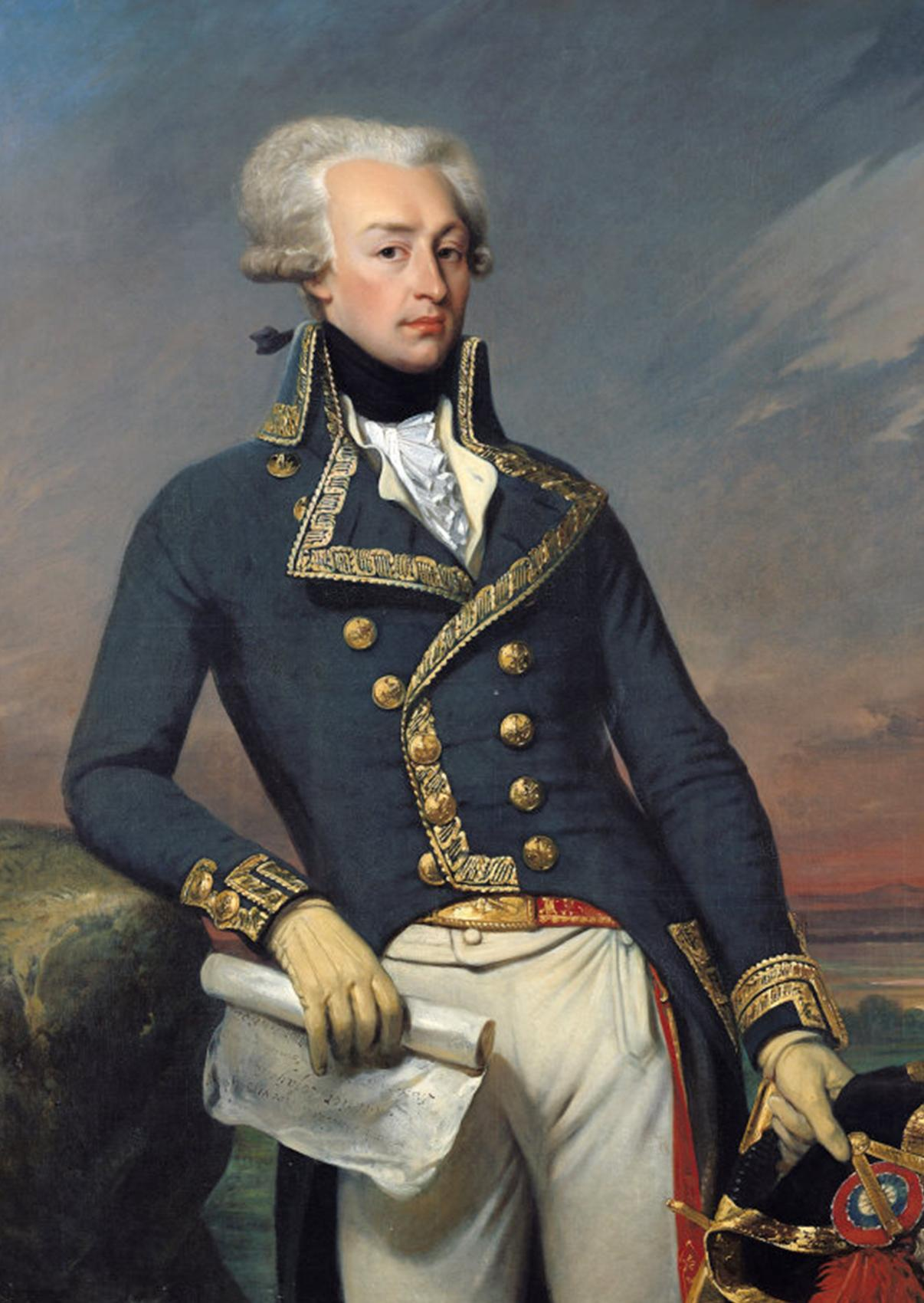
La Fayette, par Joseph-Désiré Court (1834).

- Gilbert du Motier de La Fayette (1757-1834), officier et homme politique, propriétaire de l'ancienne châtellenie de Chédigny jusqu'en 1789.
- Désiré Théodore Denis François Daveluy, fermier, régisseur et directeur agricole en 1851 de la ferme-école des Hubaudières à Chédigny.
- Armand Clément (1840-1894), maître verrier[190], né à Chédigny où il a vécu une partie de sa vie.
- Guillaume Busson (1885-1958), aviateur et pilote d'essais, né à Chédigny.
- Bernard Louault (1903-1983) et Jeanne Louault (1912-2011), « Justes parmi les nations »[76], habitaient Chédigny où ils étaient nés.
- Henri Sevenet (1914-1944), Résistant français mort au combat, né à Chédigny.
- Pierre Louault (né en 1949), agriculteur, maire de Chédigny de 1977 à 2017, conseiller général UDI d'Indre-et-Loire depuis 2001, vice-président du conseil général d'Indre-et-Loire de 2004 à 2017, président de la communauté de communes Loches Développement de 1996 à 2016, sénateur depuis 2017, né à Chédigny.

### Héraldique
| Blason de Chédigny | Les armes de Chédigny se blasonnent ainsi : D'azur aux trois colombes d'argent, à l'écusson du champ en cœur chargé d'une fleur de lys d'or, au chef du même chargé d'un lion issant de gueules. |

Chédigny a adopté le blason de la famille le Breton de la Donneterie (paroisse de Neuillé-Pont-Pierre) ; la fleur de lys a remplacé une étoile d'argent en 1638.

## Compléments